# Finnország az Eurovíziós Dalfesztiválokon
Finnország eddig ötvennyolc alkalommal vett részt az Eurovíziós Dalfesztiválon.
A finn műsorsugárzó az Yleisradio, amely 1950 óta tagja az Európai Műsorsugárzók Uniójának, és 1961-ben csatlakozott a versenyhez.
Finnország eddig egy alkalommal, 2006-ban aratott győzelmet.

## Története

### Évről évre
Finnország 1961-ben csatlakozott a versenyhez, de szinte minden alkalommal az utolsó helyek egyikén végeztek, valószínűleg a nyelvi különbség miatt. Összesen kilencszer végeztek az utolsó helyen, háromszor pont nélkül. Ezek mellett az elődöntőkben kétszer végeztek utolsó helyen.
Az 1970-es Eurovíziós Dalfesztivált a többi skandináv országgal, illetve Ausztriával és Portugáliával közösen bojkottálták, mert elégedetlenek voltak az előző évi négyes holtversennyel, de a következő versenyen már ismét részt vettek. 1973-ban érték el addigi legjobb helyezésüket, egy hatodik helyet. 1982-ben először zártak nulla ponttal a hagyományos pontozási rendszerben, majd 1984-ben és 1985-ben egymás után kétszer az első tízben tudtak végezni. Nagy sikerként könyvelték el, amikor 1989-ben egy finn nyelvű dallal a hetedik helyen tudtak végezni. Ezután azonban közel húsz évet kellett várniuk az újabb sikerre. 1989 után zsinórban háromszor egyszámjegyű pontszámmal zártak, ez 1990-ben és 1992-ben is az utolsó helyet eredményezte. 1990-ben egy svéd nyelvű dallal próbálkoztak, de ez sem hozott sikert.
1993-ban tizennégy év után másodszor képviselte őket Katri Helena. Bár mindössze a tizenhetedik helyen végzett, később kiderült, hogy ezzel olyanra volt képes, amire senki más nem: benntartani Finnországot a versenyben. Ugyanis az 1993 és 2003 között érvényben lévő kieséses rendszer értelmében ezután minden szereplés után ki kellett hagyniuk egy évet az előző év rossz eredménye miatt, így nem vehettek részt 1995-ben, 1997-ben, 1999-ben, 2001-ben és 2003-ban sem.

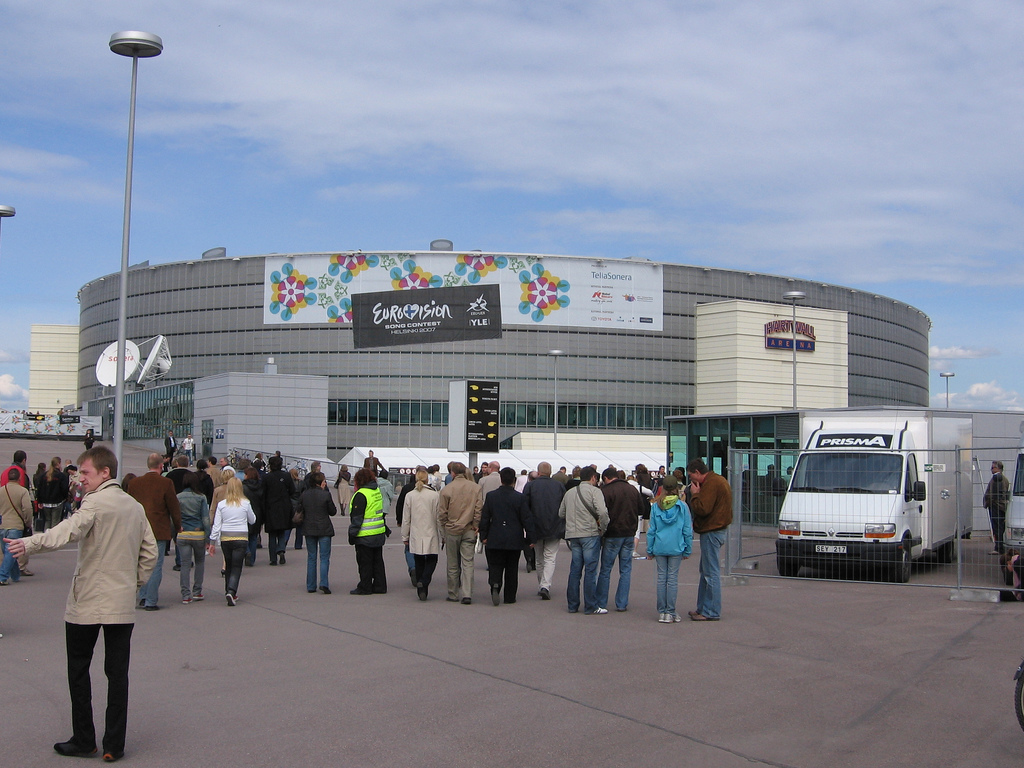
A 2007-es verseny helyszíne, a Hartwall Aréna.

2004-ben bevezették az elődöntőket, így legalább minden évben részt vehettek, de 2004-ben és 2005-ben is kiestek az elődöntőben. Végül 2006-ban a Lordi nevű heavy metal együttesnek köszönhetően, negyvenöt évvel debütálásuk után, akkor rekordnak számító 292 ponttal megnyerték a versenyt. Így a 2007-es versenynek Helsinki adhatott otthont. 2008-ban és 2009-ben is sikerült továbbjutniuk az elődöntőből, ám ott nem tudták megismételni a jó eredményt. Sőt, 2009-ben ismét az utolsó helyen zártak, bár rekord mennyiségű huszonkettő ponttal.
A következő évben négy év után először nem sikerült a döntőbe kerülniük, bár mindössze három ponttal maradtak le a továbbjutást érő tíz hely egyikéről. 2011-ben bár sikerült továbbjutniuk, a döntőben azonban nem tudták megismételniük a sikert. 2012-ben ismét kiestek az elődöntőben. 2013-ban továbbjutottak de a döntőben a 24. helyen végeztek. 2014-ben érték el legjobb eredményüket a győzelem óta: az elődöntő 3. helye után a döntőben 11.-ek lettek. 2015-ben azonban az első elődöntő utolsó helyén végeztek, majd 2016-ban és 2017-ben sem sikerült továbbjutniuk. 2018-ban három év után ismét kvalifikálták magukat a döntőbe, ahol újra rossz eredményt értek el, hiszen utolsó előtti helyen zárták a versenyt. A következő évben ismét kiestek az elődöntőben, ahol utolsók lettek.

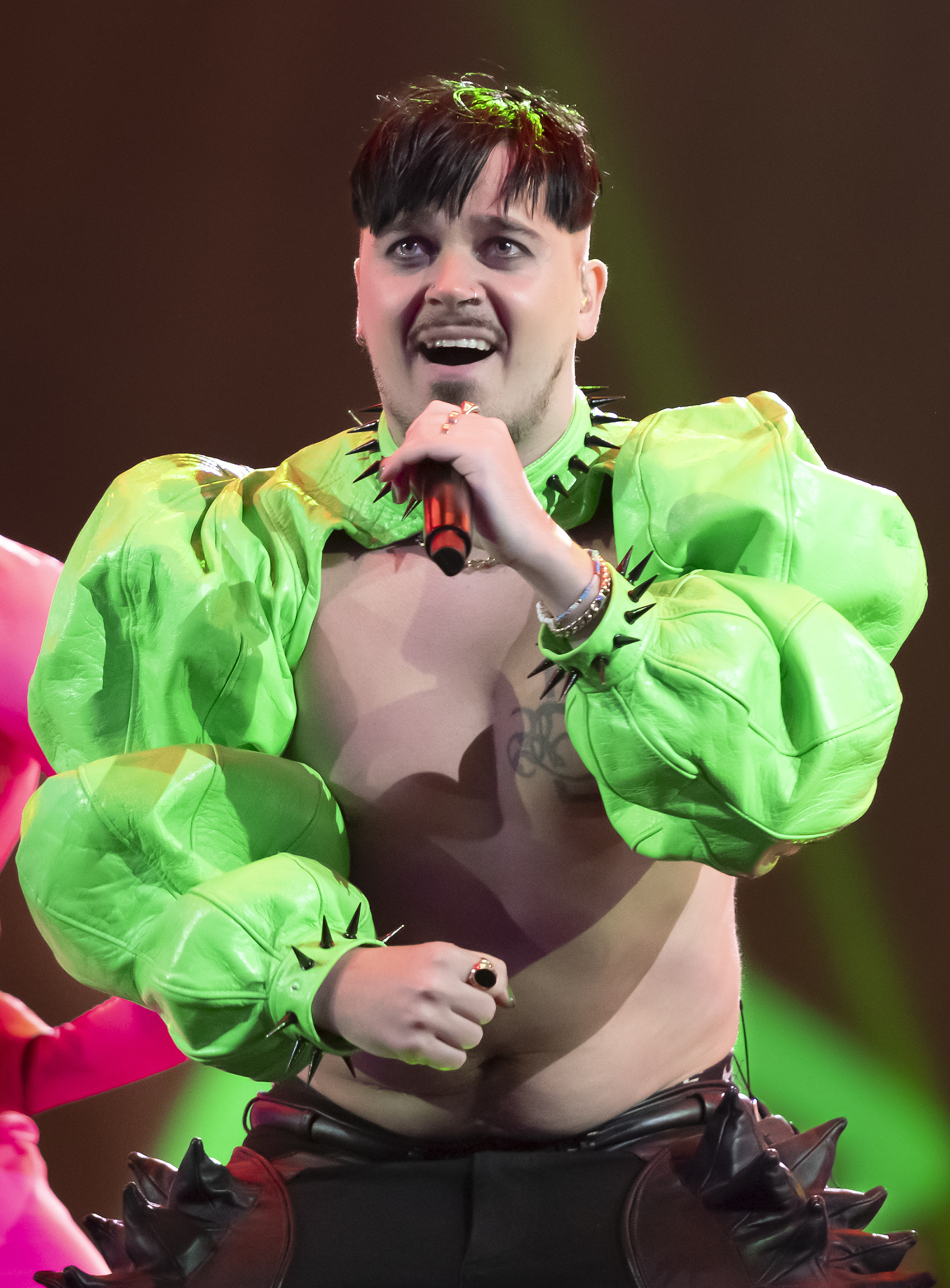
Käärijä

2020-ban Aksel képviselte volna az országot, azonban március 18-án az Európai Műsorsugárzók Uniója bejelentette, hogy 2020-ban nem tudják megrendezni a versenyt a COVID–19-koronavírus-világjárvány miatt. A finn műsorsugárzó által rendezett válogatóversenyben újra szerepelt, de végül a nézőktől és a nemzetközi zsűritől nem kapott újabb lehetőséget az ország képviseletére a következő évben. 2021-ben ismét továbbjutottak a döntőbe, ahol a hatodik helyen végeztek. 2006-os győzelmük óta ez volt az első alkalom, hogy ismét a legjobb tíz között végeztek, valamint a Blind Channel, holtversenyben az 1973-as indulójukkal, az ország második legjobb eredményét szerezte meg. 2022-ben a ismét bejutottak a döntőbe, de ekkor nem sikerült az előző évi jó eredményt megismételni, huszonegyedikek lettek. 2023-ban Käärijä megszerezte Finnország második legjobb eredményét. Dala, a Cha Cha Cha a döntőben a nézői szavazás során megszerzett első helyezése után összesítésben a második lett a Svédországot képviselő Loreen mögött. 2024-ben tizenkilencedikek lettek.

### Nyelvhasználat
Finnország eddigi ötvennyolc dalából harmincöt finn nyelvű, huszonegy angol nyelvű, kettő pedig svéd nyelvű volt.
A dalverseny első éveiben nem vonatkozott semmilyen szabályozás a nyelvhasználatra. 1966-tól az EBU bevezette azt a szabályt, hogy mindegyik dalt az adott ország egyik hivatalos nyelvén kell előadni, vagyis Finnország indulóinak finn vagy svéd nyelven. Ezt a szabályt 1973 és 1976 között rövid időre eltörölték. Ők ezalatt minden alkalommal egy angol nyelvű dallal neveztek, és ekkor érték el addigi legjobb eredményüket, egy hatodik helyet. Finn nyelvű dal számára a második a legjobb helyezés, ezt 2023-ban érték el. 2025-ben versenydaluk tartalmazott egy többször ismételt kifejezést és egy szót német nyelven.
A nyelvhasználatot korlátozó szabályt 1999-ben véglegesen eltörölték. Azóta 2008, 2010, 2012, 2015 és 2023 kivételével minden évben angol nyelvű dallal neveztek.

### Nemzeti döntő

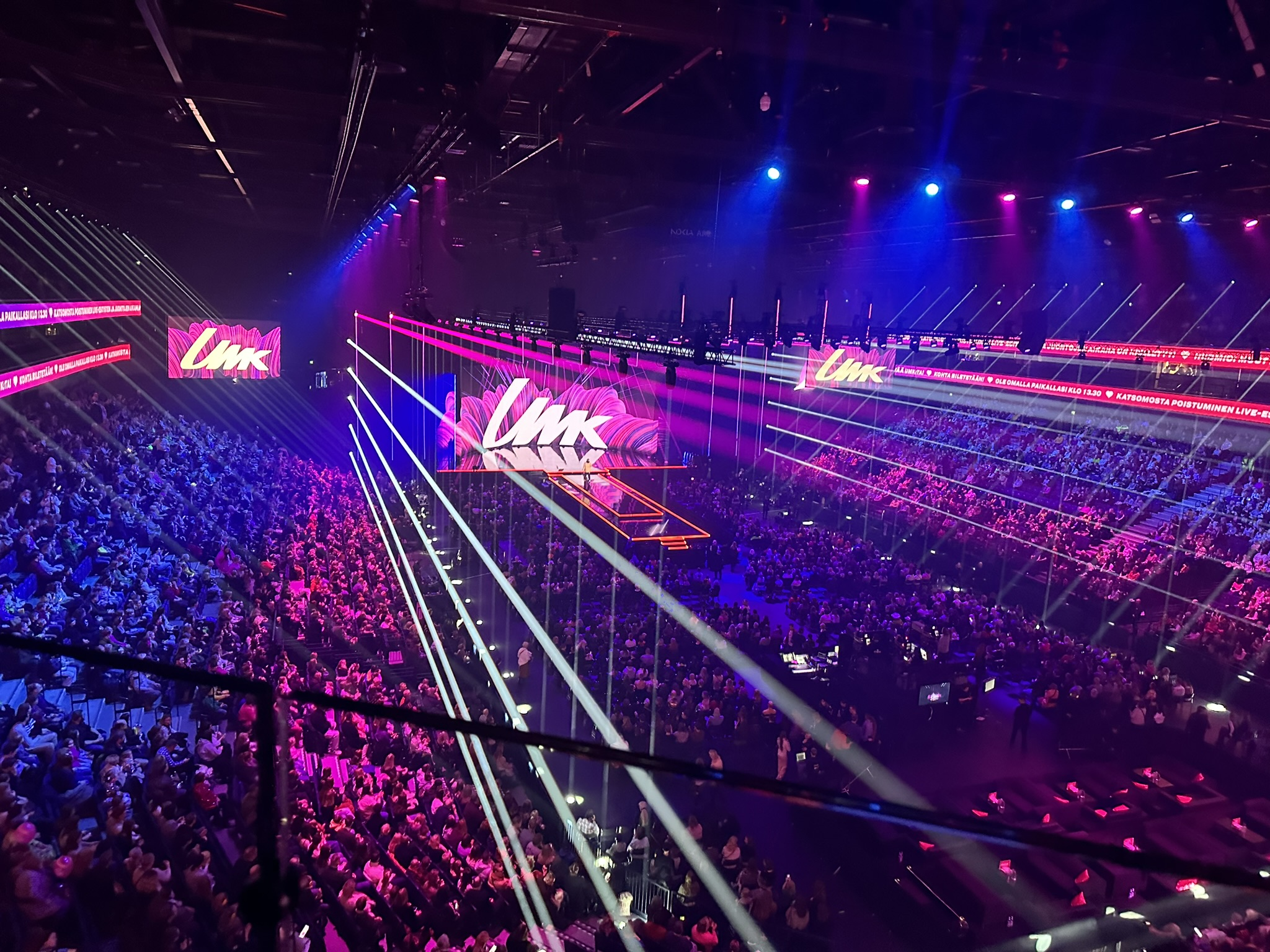
A 2024-es finn döntő helyszíne.

Finnország nemzeti döntője az Uuden Musiikin Kilpailu nevet viseli, és 2012 óta minden alkalommal ennek segítségével választották ki indulójukat. 2012-2017-ig elődöntőket rendeztek, 2018 és 2019 között a finn műsorsugárzó jelölte ki az előadókat az ország képviselésére, és a nézők választották ki dalukat 3 szerzemény közül. 2020-tól pedig az eredeti formátummal folytatódik a válogatóműsor elődöntők nélkül.
Az első, akkor még Euroviisut Suomen karsinta-nak nevezett nemzeti válogatót 1961-ben rendezték meg nyolc indulóval, akiket egy elődöntő során megfelezték, és a döntőben egy zsűri választotta ki a nyertest.
A következő évben a svéd és norvég nemzeti döntő mintájára mindegyik dalt két különböző énekes is előadta, de ez náluk nem vált szokássá, 1964-ben visszatértek az eredeti lebonyolítási módhoz. 1968-ban első alkalommal nem egy zsűri, hanem a nézők választhatták ki a nyertest, akik levelezőlap segítségével szavaztak, de 1971-től ismét egy zsűri döntött. Általában nyolc előadó vett részt a döntőben. 1983-ban ismét bevezették a levelezőlappal történő szavazást, és a következő években felváltva alkalmazták ezt a módszert, vagy a regionális zsűriket. 1994-ben első alkalommal a nézők telefonos szavazás segítségével szavazhattak, és a nézők, illetve egy zsűri közösen választották ki a finn indulót.
2000-ben bevezették az elődöntőket is. Ekkor a döntőben a közönség a később Európa-szerte híres Nightwish együttesre szavazott, míg a zsűri egy másik előadóra, a győztes mégis egy harmadik énekes lett. Az ilyen esetek kiküszöbölésére 2002-ben új módszert vezettek be, amely kis változtatásokkal azóta is érvényben van: a zsűri továbbjuttatott hat előadót, akik közül a nézők választották ki a győztest. 2006-tól mindkét körben a nézők szavaznak, 2007-től pedig csak három előadó jut tovább az úgynevezett szuperdöntőbe.

## Résztvevők
| Év   | Előadó                        | Dal                        | Magyar fordítás              | Döntő                   | Pontszám                | Elődöntő             | Pontszám             |
| ---- | ----------------------------- | -------------------------- | ---------------------------- | ----------------------- | ----------------------- | -------------------- | -------------------- |
| 1961 | Laila Kinnunen                | Valoa ikkunassa            | Fény az ablakban             | 10.                     | 6                       | Nem volt elődöntő    | Nem volt elődöntő    |
| 1962 | Marion Rung                   | Tipi-tii                   | Csip-csip                    | 7.                      | 4                       | Nem volt elődöntő    | Nem volt elődöntő    |
| 1963 | Laila Halme                   | Muistojeni laulu           | Emlékeim dala                | 13.                     | 0                       | Nem volt elődöntő    | Nem volt elődöntő    |
| 1964 | Lasse Mårtenson               | Laiskotellen               | Semmittevés                  | 7.                      | 9                       | Nem volt elődöntő    | Nem volt elődöntő    |
| 1965 | Viktor Klimenko               | Aurinko laskee länteen     | Nyugaton kel fel a Nap       | 15.                     | 0                       | Nem volt elődöntő    | Nem volt elődöntő    |
| 1966 | Ann Christine                 | Playboy                    | —                            | 10.                     | 7                       | Nem volt elődöntő    | Nem volt elődöntő    |
| 1967 | Fredi                         | Varjoon – suojaan          | Az árnyékba – a biztonságba  | 12.                     | 3                       | Nem volt elődöntő    | Nem volt elődöntő    |
| 1968 | Kristina Hautala              | Kun kello käy              | Amikor múlik az idő          | 16.                     | 1                       | Nem volt elődöntő    | Nem volt elődöntő    |
| 1969 | Jarkko & Laura                | Kuin silloin ennen         | Úgy, mint akkor              | 12.                     | 6                       | Nem volt elődöntő    | Nem volt elődöntő    |
|      |                               |                            |                              |                         |                         | Nem volt elődöntő    | Nem volt elődöntő    |
| 1971 | Markku Aro és Koivistolaiset  | Tie uuteen päivään         | Út egy új nap felé           | 8.                      | 84                      | Nem volt elődöntő    | Nem volt elődöntő    |
| 1972 | Päivi Paunu és Kim Floor      | Muistathan                 | Emlékszel                    | 12.                     | 78                      | Nem volt elődöntő    | Nem volt elődöntő    |
| 1973 | Marion Rung                   | Tom Tom Tom                | Tamm tamm tamm               | 6.                      | 93                      | Nem volt elődöntő    | Nem volt elődöntő    |
| 1974 | Carita                        | Keep Me Warm               | Tarts melegen                | 13.                     | 4                       | Nem volt elődöntő    | Nem volt elődöntő    |
| 1975 | Pihasoittajat                 | Old Man Fiddle             | Öregember hegedűje           | 7.                      | 74                      | Nem volt elődöntő    | Nem volt elődöntő    |
| 1976 | Fredi & Friends               | Pump-Pump                  | —                            | 11.                     | 44                      | Nem volt elődöntő    | Nem volt elődöntő    |
| 1977 | Monica Aspelund               | Lapponia                   | Lappföld                     | 10.                     | 50                      | Nem volt elődöntő    | Nem volt elődöntő    |
| 1978 | Seija Simola                  | Anna rakkaudelle tilaisuus | Adj esélyt a szerelemnek     | 18.                     | 2                       | Nem volt elődöntő    | Nem volt elődöntő    |
| 1979 | Katri Helena                  | Katson sineen taivaan      | Nézem a kék eget             | 14.                     | 38                      | Nem volt elődöntő    | Nem volt elődöntő    |
| 1980 | Vesa-Matti Loiri              | Huilumies                  | Fuvolás                      | 19.                     | 6                       | Nem volt elődöntő    | Nem volt elődöntő    |
| 1981 | Riki Sorsa                    | Reggae OK                  | —                            | 16.                     | 27                      | Nem volt elődöntő    | Nem volt elődöntő    |
| 1982 | Kojo                          | Nuku pommiin               | Késő ébredés                 | 18.                     | 0                       | Nem volt elődöntő    | Nem volt elődöntő    |
| 1983 | Ami Aspelund                  | Fantasiaa                  | Fantázia                     | 11.                     | 41                      | Nem volt elődöntő    | Nem volt elődöntő    |
| 1984 | Kirka                         | Hengaillaan                | Csavarogjunk                 | 9.                      | 46                      | Nem volt elődöntő    | Nem volt elődöntő    |
| 1985 | Sonja Lumme                   | Eläköön elämä              | Éljen soká az élet           | 9.                      | 58                      | Nem volt elődöntő    | Nem volt elődöntő    |
| 1986 | Kari Kuivalainen              | Never The End              | Sosem ér véget               | 15.                     | 22                      | Nem volt elődöntő    | Nem volt elődöntő    |
| 1987 | Vicky Rosti és Boulevard      | Sata salamaa               | Száz villámlás               | 15.                     | 32                      | Nem volt elődöntő    | Nem volt elődöntő    |
| 1988 | Boulevard                     | Nauravat silmät muistetaan | A nevető szemekre emlékeznek | 20.                     | 3                       | Nem volt elődöntő    | Nem volt elődöntő    |
| 1989 | Anneli Saaristo               | La dolce vita              | Az édes élet                 | 7.                      | 76                      | Nem volt elődöntő    | Nem volt elődöntő    |
| 1990 | Beat                          | Fri?                       | Szabad?                      | 21.                     | 8                       | Nem volt elődöntő    | Nem volt elődöntő    |
| 1991 | Kaija                         | Hullu yö                   | Őrült éjszaka                | 20.                     | 6                       | Nem volt elődöntő    | Nem volt elődöntő    |
| 1992 | Pave Maijanen                 | Yamma, yamma               | —                            | 23.                     | 4                       | Nem volt elődöntő    | Nem volt elődöntő    |
| 1993 | Katri Helena                  | Tule luo                   | Gyere hozzám                 | 17.                     | 20                      | Nem volt elődöntő    | Nem volt elődöntő    |
| 1994 | CatCat                        | Bye Bye Baby               | Viszlát bébi                 | 22.                     | 11                      | Nem volt elődöntő    | Nem volt elődöntő    |
|      |                               |                            |                              |                         |                         | Nem volt elődöntő    | Nem volt elődöntő    |
| 1996 | Jasmine                       | Niin kaunis on taivas      | Milyen szép az égbolt        | 23.                     | 9                       | Nem volt elődöntő    | Nem volt elődöntő    |
|      |                               |                            |                              |                         |                         | Nem volt elődöntő    | Nem volt elődöntő    |
| 1998 | Edea                          | Aava                       | Nyílt vidék                  | 15.                     | 22                      | Nem volt elődöntő    | Nem volt elődöntő    |
|      |                               |                            |                              |                         |                         | Nem volt elődöntő    | Nem volt elődöntő    |
| 2000 | Nina Åström                   | A Little Bit               | Egy kicsit                   | 18.                     | 18                      | Nem volt elődöntő    | Nem volt elődöntő    |
|      |                               |                            |                              |                         |                         | Nem volt elődöntő    | Nem volt elődöntő    |
| 2002 | Laura Voutilainen             | Addicted To You            | Beléd estem                  | 20.                     | 24                      | Nem volt elődöntő    | Nem volt elődöntő    |
|      |                               |                            |                              |                         |                         | Nem volt elődöntő    | Nem volt elődöntő    |
| 2004 | Jari Sillanpää                | Takes 2 to Tango           | Kettőt tangózni visz         | Nem jutott be a döntőbe | Nem jutott be a döntőbe | 14.                  | 51                   |
| 2005 | Geir Rönning                  | Why?                       | Miért?                       | Nem jutott be a döntőbe | Nem jutott be a döntőbe | 18.                  | 50                   |
| 2006 | Lordi                         | Hard Rock Hallelujah       | Kemény rock hallelúja        | 1.                      | 292                     | 1.                   | 292                  |
| 2007 | Hanna Pakarinen               | Leave Me Alone             | Hagyjál békén                | 17.                     | 53                      | Automatikusan döntős | Automatikusan döntős |
| 2008 | Teräsbetoni                   | Missä miehet ratsasstaa    | Ahol a férfiak lovagolnak    | 22.                     | 35                      | 8.                   | 79                   |
| 2009 | Waldo's People                | Lose Control               | Elveszíteni az uralmat       | 25.                     | 22                      | 12.                  | 42                   |
| 2010 | Kuunkuiskaajat                | Työlki ellää               | Dolgozva is élhetünk         | Nem jutott be a döntőbe | Nem jutott be a döntőbe | 11.                  | 49                   |
| 2011 | Paradise Oskar                | Da da dam                  | —                            | 21.                     | 57                      | 3.                   | 103                  |
| 2012 | Pernilla                      | När jag blundar            | Ha lehunyom a szemem         | Nem jutott be a döntőbe | Nem jutott be a döntőbe | 12.                  | 41                   |
| 2013 | Krista Siegfrids              | Marry Me                   | Gyere hozzám!                | 24.                     | 13                      | 9.                   | 64                   |
| 2014 | Softengine                    | Something Better           | Valami jobb                  | 11.                     | 72                      | 3.                   | 97                   |
| 2015 | Pertti Kurikan Nimipäivät     | Aina mun pitää             | Nekem mindig kell            | Nem jutott be a döntőbe | Nem jutott be a döntőbe | 16.                  | 13                   |
| 2016 | Sandhja                       | Sing It Away               | Énekeld el                   | Nem jutott be a döntőbe | Nem jutott be a döntőbe | 15.                  | 51                   |
| 2017 | Norma John                    | Blackbird                  | Feketerigó                   | Nem jutott be a döntőbe | Nem jutott be a döntőbe | 12.                  | 92                   |
| 2018 | Saara Aalto                   | Monsters                   | Szörnyek                     | 25.                     | 46                      | 10.                  | 108                  |
| 2019 | Darude feat. Sebastian Rejman | Look Away                  | Nézz máshová                 | Nem jutott be a döntőbe | Nem jutott be a döntőbe | 17.                  | 23                   |
| 2020 | Aksel                         | Looking Back               | Visszatekinteni              | Elmaradt a verseny      | Elmaradt a verseny      | Elmaradt a verseny   | Elmaradt a verseny   |
| 2021 | Blind Channel                 | Dark Side                  | Sötét oldal                  | 6.                      | 301                     | 5.                   | 234                  |
| 2022 | The Rasmus                    | Jezebel                    | Izebel                       | 21.                     | 38                      | 7.                   | 162                  |
| 2023 | Käärijä                       | Cha Cha Cha                | Csa csa csa                  | 2.                      | 526                     | 1.                   | 177                  |
| 2024 | Windows95man                  | No Rules!                  | Nincsenek szabályok          | 19.                     | 38                      | 7.                   | 59                   |
| 2025 | Erika Vikman                  | Ich komme                  | Jövök                        | 11.                     | 196                     | 3.                   | 115                  |
| 2026 | 2026. február 28.             | 2026. február 28.          |                              |                         |                         |                      |                      |

### Visszaléptetett indulók
| Év   | Előadó            | Dal      | Magyar fordítás |
| ---- | ----------------- | -------- | --------------- |
| 1965 | Marjatta Leppänen | Iltaisin | Éjszakánként    |

## Szavazástörténet

### 1961–2025
| Hely | Ország       | Pont |
| ---- | ------------ | ---- |
| 1.   | Izland       | 125  |
| 2.   | Észtország   | 108  |
| 3.   | Svájc        | 68   |
| 4.   | Svédország   | 66   |
| 5.   | Norvégia     | 63   |
| 6.   | Izrael       | 62   |
| 7.   | Csehország   | 55   |
| 8.   | Ausztrália   | 54   |
| 9.   | Oroszország  | 54   |
| 10.  | Magyarország | 53   |

| Hely | Ország             | Pont |
| ---- | ------------------ | ---- |
| 1.   | Észtország         | 126  |
| 2.   | Izland             | 105  |
| 3.   | Svédország         | 101  |
| 4.   | Norvégia           | 71   |
| 5.   | Lengyelország      | 71   |
| 6.   | Egyesült Királyság | 69   |
| 7.   | Lettország         | 68   |
| 8.   | Írország           | 65   |
| 9.   | Spanyolország      | 64   |
| 10.  | Portugália         | 59   |

Finnország még sosem adott pontot az elődöntőben Monacónak
Finnország még sosem kapott pontot az elődöntőben Szlovákiától
| Hely | Ország             | Pont |
| ---- | ------------------ | ---- |
| 1.   | Svédország         | 352  |
| 2.   | Olaszország        | 197  |
| 3.   | Izrael             | 184  |
| 4.   | Svájc              | 176  |
| 5.   | Franciaország      | 173  |
| 6.   | Norvégia           | 167  |
| 7.   | Egyesült Királyság | 166  |
| 8.   | Észtország         | 142  |
| 9.   | Írország           | 132  |
| 10.  | Hollandia          | 110  |

| Hely | Ország             | Pont |
| ---- | ------------------ | ---- |
| 1.   | Svédország         | 193  |
| 2.   | Észtország         | 161  |
| 3.   | Norvégia           | 160  |
| 4.   | Izland             | 127  |
| 5.   | Írország           | 111  |
| 6.   | Egyesült Királyság | 109  |
| 7.   | Izrael             | 97   |
| 8.   | Dánia              | 91   |
| 9.   | Németország        | 88   |
| 10.  | Hollandia          | 87   |

Finnország még sosem kapott pontot a döntőben a következő országoktól: Marokkó, Montenegró és Szlovákia
Finnország még sosem adott pontot a döntőben a következő országoknak: Fehéroroszország, Marokkó, Montenegró, San Marino és Szlovákia

## Rendezések

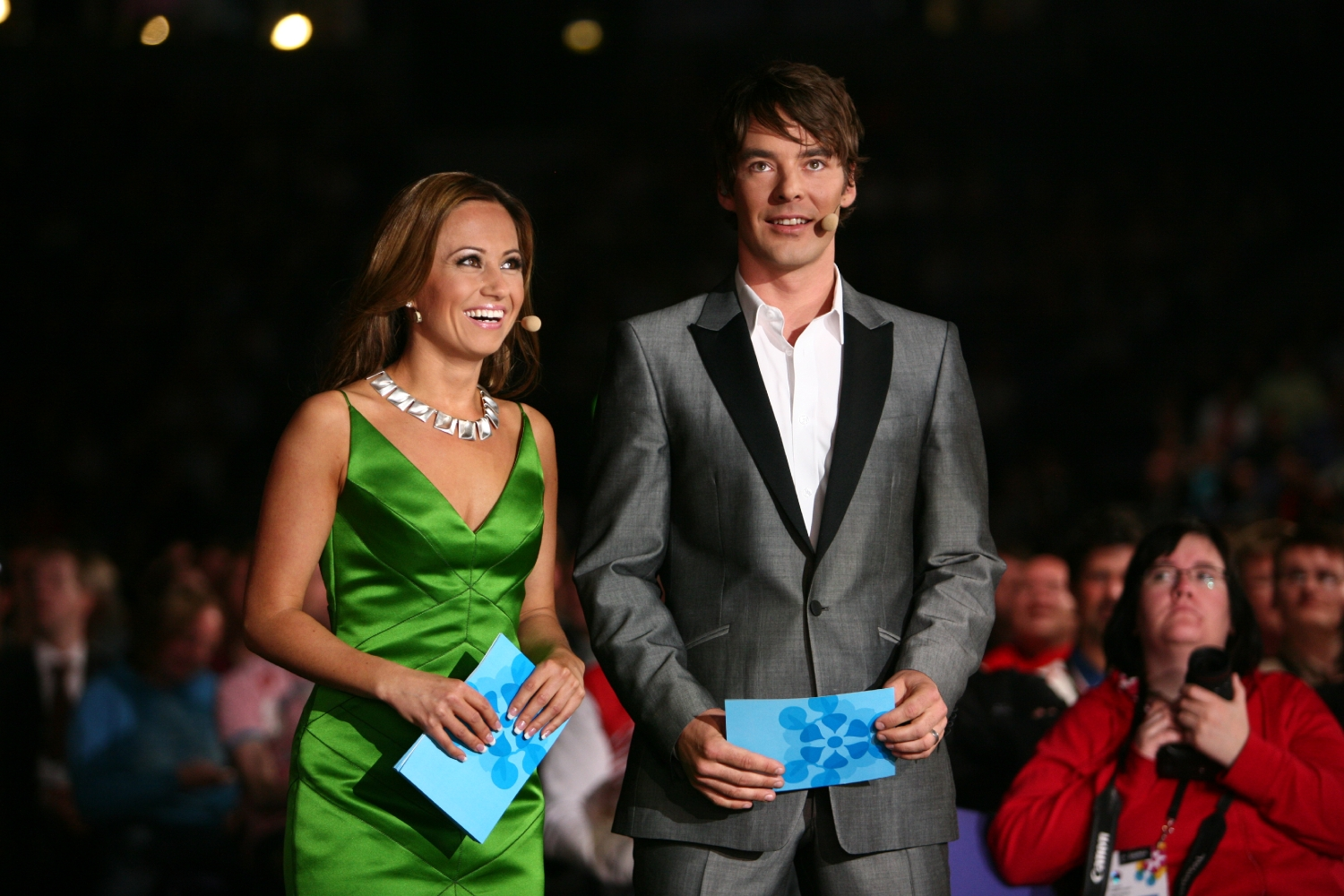
A 2007-es verseny műsorvezetői

Finnország eddig egyszer, 2006-os győzelmüket követő évben rendezte a dalversenyt.
2006. június 21-én az Yle és az EBU bejelentette, hogy Helsinki lesz a 2007-es verseny házigazdája, mivel az befogadóképessége és technológiai igény, valamint a kiváló repülési- és közlekedési kapcsolatai, valamint a szálláskapacitása miatt. A dalfesztivál pontos helyszíne az Hartwall Areena volt, míg a szlogen a True Fantasy (magyarul: Valódi Fantázia), amely Finnországot és a "finnséget", az országhoz kapcsolódó polaritások tekintetében, ölelte fel. A Dog Design stúdió volt a felelős a verseny vizuális témájának megtervezéséért, amely élénk kaleidoszkópszerű mintákat tartalmazott, amelyeket különféle szimbólumokból, köztük felkiáltójelekből és F betűből formázódtak. A színpad egy hagyományos finn hangszer, kantele alakú volt. 
Az elődöntőt 2007. május 10-én rendezték meg, míg a döntőre május 12-én került sor. A két élő adást Jaana Pelkonen műsorvezető, valamint Mikko Leppilampi zenész és műsorvezető vezette. Ezenkívül Krisse Salminen jelentkezett be a Szenátus térről, később pedig a green room-ból.
| Év   | Város    | Helyszín       | Műsorvezető(k)                   | Résztvevők |
| ---- | -------- | -------------- | -------------------------------- | ---------- |
| 2007 | Helsinki | Hartwall Aréna | Jaana Pelkonen, Mikko Leppilampi | 42         |

## Háttér
| Év   | Rendező      | Kommentátor                                         | Svéd kommentátor                                 | Egyéb kommentátor                                                                                             | Pontbejelentő                                    |
| ---- | ------------ | --------------------------------------------------- | ------------------------------------------------ | --- | ------------------------------------------------ |
| 1960 | London       | Aarno Walli                                         | Nem volt                                         | Nem volt | Nem vettek részt                                 |
| 1961 | Cannes       | Aarno Walli                                         | Nem volt                                         | Nem volt | Poppe Berg                                       |
| 1962 | Luxembourg   | Aarno Walli                                         | Nem volt                                         | Nem volt | Poppe Berg                                       |
| 1963 | London       | Aarno Walli                                         | Nem volt                                         | Nem volt | Poppe Berg                                       |
| 1964 | Koppenhága   | Aarno Walli                                         | Nem volt                                         | Nem volt | Poppe Berg                                       |
| 1965 | Nápoly       | Aarno Walli                                         | Nem volt                                         | Nem volt | Poppe Berg                                       |
| 1966 | Luxembourg   | Aarno Walli                                         | Nem volt                                         | Nem volt | Poppe Berg                                       |
| 1967 | Bécs         | Aarno Walli                                         | Nem volt                                         | Nem volt | Poppe Berg                                       |
| 1968 | London       | Aarno Walli                                         | Nem volt                                         | Nem volt | Poppe Berg                                       |
| 1969 | Madrid       | Aarno Walli                                         | Nem volt                                         | Nem volt | Aarre Elo                                        |
| 1970 | Amszterdam   | Nem vettek részt és nem közvetítették a versenyt    | Nem vettek részt és nem közvetítették a versenyt | Nem vettek részt és nem közvetítették a versenyt                                                              | Nem vettek részt és nem közvetítették a versenyt |
| 1971 | Dublin       | Heikki Seppälä                                      | Nem volt                                         | Nem volt | Nem volt                                         |
| 1972 | Edinburgh    | Heikki Seppälä                                      | Nem volt                                         | Nem volt | Nem volt                                         |
| 1973 | Luxembourg   | Erkki Pohjanheimo                                   | Nem volt                                         | Nem volt | Nem volt                                         |
| 1974 | Brighton     | Matti Paalosmaa                                     | Nem volt                                         | Nem volt | Aarre Elo                                        |
| 1975 | Stockholm    | Heikki Seppälä                                      | Nem volt                                         | Nem volt | Kaarina Pönniö                                   |
| 1976 | Hága         | Vesa Nuotio                                         | Nem volt                                         | Nem volt | Erkki Vihtonen                                   |
| 1977 | London       | Erkki Toivanen                                      | Nem volt                                         | Nem volt | Kaarina Pönniö                                   |
| 1978 | Párizs       | Erkki Toivanen                                      | Nem volt                                         | Nem volt | Kaarina Pönniö                                   |
| 1979 | Jeruzsálem   | Anja-Maija Leppänen                                 | Nem volt                                         | Nem volt | Kaarina Pönniö                                   |
| 1980 | Hága         | Heikki Harma és Aarre Elo                           | Nem volt                                         | Nem volt | Kaarina Pönniö                                   |
| 1981 | Dublin       | Ossi Runne                                          | Nem volt                                         | Nem volt | Annemi Genetz                                    |
| 1982 | Harrogate    | Erkki Toivanen                                      | Nem volt                                         | Nem volt | Solveig Herlin                                   |
| 1983 | München      | Erkki Pohjanheimo                                   | Nem volt                                         | Nem volt | Solveig Herlin                                   |
| 1984 | Luxembourg   | Heikki Seppälä                                      | Nem volt                                         | Nem volt | Solveig Herlin                                   |
| 1985 | Göteborg     | Heikki Harma és Kari Lumikero                       | Nem volt                                         | Nem volt | Annemi Genetz                                    |
| 1986 | Bergen       | Heikki Harma és Kari Lumikero                       | Nem volt                                         | Nem volt | Solveig Herlin                                   |
| 1987 | Brüsszel     | Erkki Toivanen                                      | Nem volt                                         | Nem volt | Solveig Herlin                                   |
| 1988 | Dublin       | Erkki Pohjanheimo                                   | Nem volt                                         | Nem volt | Solveig Herlin                                   |
| 1989 | Lausanne     | Heikki Harma                                        | Nem volt                                         | Nem volt | Solveig Herlin                                   |
| 1990 | Zágráb       | Erkki Pohjanheimo és Ossi Runne                     | Nem volt                                         | Nem volt | Solveig Herlin                                   |
| 1991 | Róma         | Erkki Pohjanheimo                                   | Nem volt                                         | Nem volt | Heidi Kokki                                      |
| 1992 | Malmö        | Erkki Pohjanheimo és Kati Bergman                   | Nem volt                                         | Nem volt | Solveig Herlin                                   |
| 1993 | Millstreet   | Erkki Pohjanheimo és Kirsi-Maria Niemi              | Nem volt                                         | Nem volt | Solveig Herlin                                   |
| 1994 | Dublin       | Erkki Pohjanheimo és Kirsi-Maria Niemi              | Nem volt                                         | Nem volt | Solveig Herlin                                   |
| 1995 | Dublin       | Erkki Pohjanheimo és Olli Ahvenlahti                | Nem volt                                         | Nem volt | Nem vettek részt                                 |
| 1996 | Oslo         | Erkki Pohjanheimo és Sanna Kojo                     | Nem volt                                         | Nem volt | Solveig Herlin                                   |
| 1997 | Dublin       | Aki Sirkesalo és Olli Ahvenlahti                    | Nem volt                                         | Nem volt | Nem vettek részt                                 |
| 1998 | Birmingham   | Maria Guzenina és Sami Aaltonen                     | Nem volt                                         | Nem volt | Marjo Wilska                                     |
| 1999 | Jeruzsálem   | Jani Juntunen                                       | Nem volt                                         | Nem volt | Nem vettek részt                                 |
| 2000 | Stockholm    | Jani Juntunen                                       | Nem volt                                         | Nem volt | Pia Mäkinen                                      |
| 2001 | Koppenhága   | Jani Juntunen és Asko Murtomäki                     | Nem volt                                         | Nem volt | Nem vettek részt                                 |
| 2002 | Tallinn      | Maria Guzenina és Asko Murtomäki                    | Nem volt                                         | Nem volt | Marion Rung                                      |
| 2003 | Riga         | Maria Guzenina és Asko Murtomäki                    | Nem volt                                         | Nem volt | Nem vettek részt                                 |
| 2004 | Isztambul    | Markus Kajo és Asko Murtomäki                       | Nem volt                                         | Nem volt | Anna Stenlund                                    |
| 2005 | Kijev        | Jaana Pelkonen, Asko Murtomäki és Heikki Paasonen   | Nem volt                                         | Nem volt | Nina Tapio                                       |
| 2006 | Athén        | Jaana Pelkonen, Asko Murtomäki és Heikki Paasonen   | Thomas Lundin                                    | Nem volt | Nina Tapio                                       |
| 2007 | Helsinki     | Ellen Jokikunnas, Asko Murtomäki és Heikki Paasonen | Thomas Lundin                                    | Nem volt | Laura Voutilainen                                |
| 2008 | Belgrád      | Jaana Pelkonen, Asko Murtomäki és Mikko Peltola     | Thomas Lundin                                    | Nem volt | Mikko Leppilampi                                 |
| 2009 | Moszkva      | Jaana Pelkonen, Asko Murtomäki és Mikko Peltola     | Tobias Larsson                                   | Nem volt | Jari Sillanpää                                   |
| 2010 | Oslo         | Jaana Pelkonen és Asko Murtomäki                    | Tobias Larsson                                   | Nem volt | Johanna Pirttilahti                              |
| 2011 | Düsseldorf   | Tarja Närhi és Asko Murtomäki                       | Eva Frantz és Johan Lindroos                     | Nem volt | Susan Aho                                        |
| 2012 | Baku         | Tarja Närhi és Tobias Larsson                       | Eva Frantz és Johan Lindroos                     | Nem volt | Mr. Lordi                                        |
| 2013 | Malmö        | Aino Töllinen és Juuso Mäkilähde                    | Eva Frantz és Johan Lindroos                     | Nem volt | Kristiina Wheeler                                |
| 2014 | Koppenhága   | Sanna Pirkkalainen és Jorma Hietamäki               | Eva Frantz és Johan Lindroos                     | Nem volt | Redrama                                          |
| 2015 | Bécs         | Aino Töllinen és Cristal Snow                       | Eva Frantz és Johan Lindroos                     | Nem volt | Krista Siegfrids                                 |
| 2016 | Stockholm    | Mikko Silvennoinen                                  | Eva Frantz és Johan Lindroos                     | Nem volt | Jussi-Pekka Rantanen                             |
| 2017 | Kijev        | Mikko Silvennoinen                                  | Eva Frantz és Johan Lindroos                     | Nem volt | Jenni Vartiainen                                 |
| 2018 | Lisszabon[a] | Mikko Silvennoinen                                  | Eva Frantz és Johan Lindroos                     | Nem volt | Anna Abreu                                       |
| 2019 | Tel-Aviv     | Mikko Silvennoinen és Krista Siegfrids              | Eva Frantz és Johan Lindroos                     | Nem volt | Christoffer Strandberg                           |
| 2021 | Rotterdam    | Mikko Silvennoinen                                  | Eva Frantz és Johan Lindroos                     | Levan Tvaltvadze (oroszul)                                                                                    | Katri Norrlin                                    |
| 2022 | Torino       | Mikko Silvennoinen                                  | Eva Frantz és Johan Lindroos                     | Levan Tvaltvadze (oroszul) Heli Huovinen (inari számi) Aslak Paltto (északi számi)                            | Aksel                                            |
| 2023 | Liverpool    | Mikko Silvennoinen                                  | Eva Frantz és Johan Lindroos                     | Levan Tvaltvadze (oroszul) Heli Huovinen (inari számi) Aslak Paltto (északi számi) Galyna Sergeyeva (ukránul) | Bess                                             |
| 2024 | Malmö        | Mikko Silvennoinen                                  | Eva Frantz és Johan Lindroos                     | Heli Huovinen (inari számi) Aslak Paltto (északi számi)                                                       | Toni Laaksonen                                   |
| 2025 | Bázel        | Mikko Silvennoinen                                  | Eva Frantz és Johan Lindroos                     | Levan Tvaltvadze (oroszul) Heli Huovinen (inari számi) Aslak Paltto (északi számi) Galyna Sergeyeva (ukránul) | Jasmin Beloued                                   |
| 2026 | Bécs         |                                                     |                                                  | |                                                  |

Megjegyzések
↑ a: 2018-ban a második elődöntő alatt a finn versenyző, Saara Aalto volt a szakkommentátor.

## Díjak

### Marcel Bezençon-díj
| Kategória    | Év   | Előadó            | Dal                  | Zeneszerző(k) Szöveg / zene                   | Eredmény az Eurovízión | Eredmény az Eurovízión | Helyszín   |
| Kategória    | Év   | Előadó            | Dal                  | Zeneszerző(k) Szöveg / zene                   | Helyezés               | Pontszám               | Helyszín   |
| ------------ | ---- | ----------------- | -------------------- | --------------------------------------------- | ---------------------- | ---------------------- | ---------- |
| Sajtódíj     | 2006 | Lordi             | Hard Rock Hallelujah | Mr. Lordi                                     | 1.                     | 292                    | Athén      |
| Sajtódíj     | 2011 | Paradise Oskar    | Da da dam            | Axel Ehnström                                 | 21.                    | 57                     | Düsseldorf |
| Rajongói díj | 2002 | Laura Voutilainen | Addicted to You      | Maki Kolehmainen, Janina Frostell, Tracy Lipp | 20.                    | 24                     | Tallinn    |

## Galéria

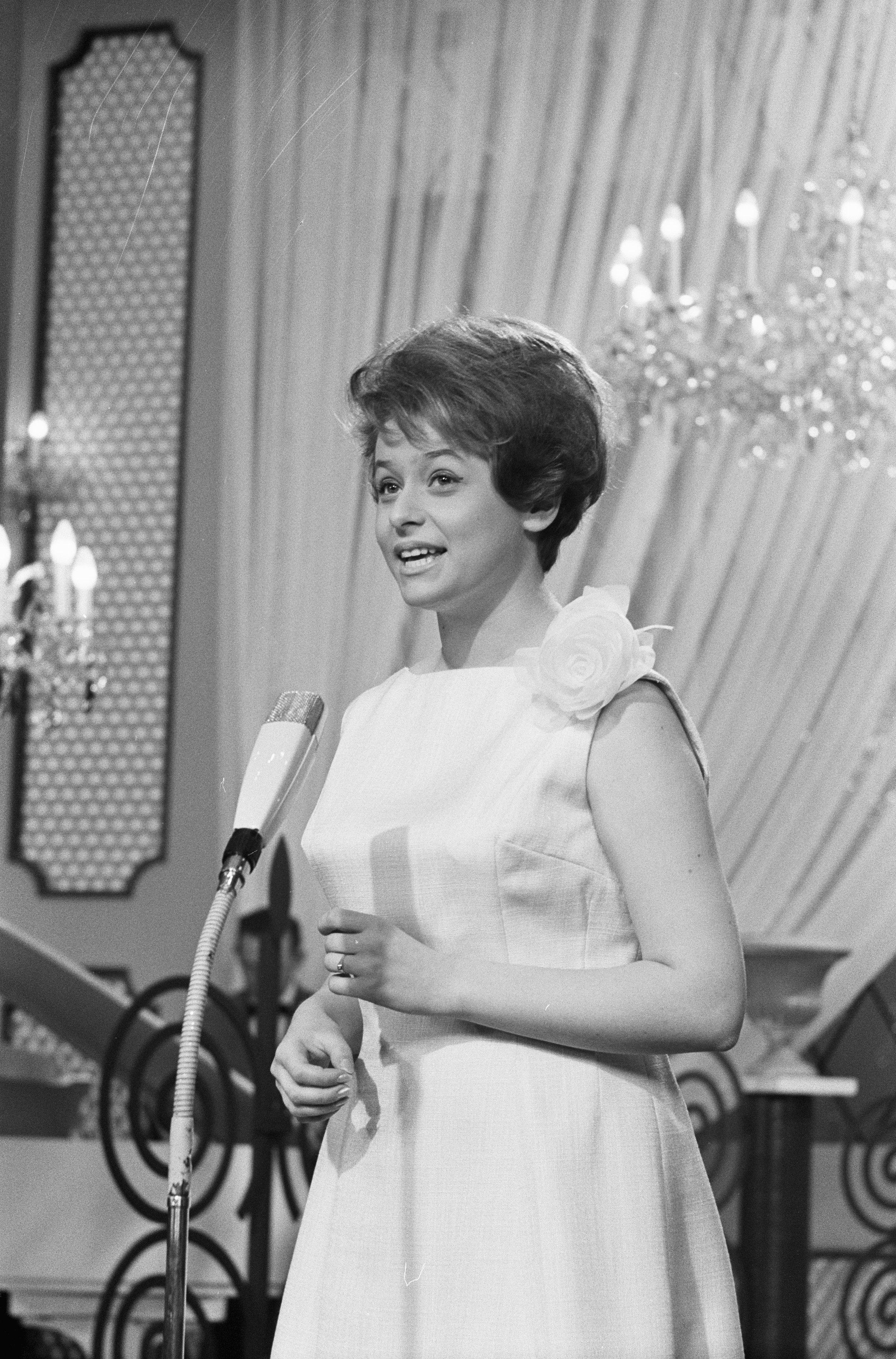
Marion Rung Luxemburgban (1962)
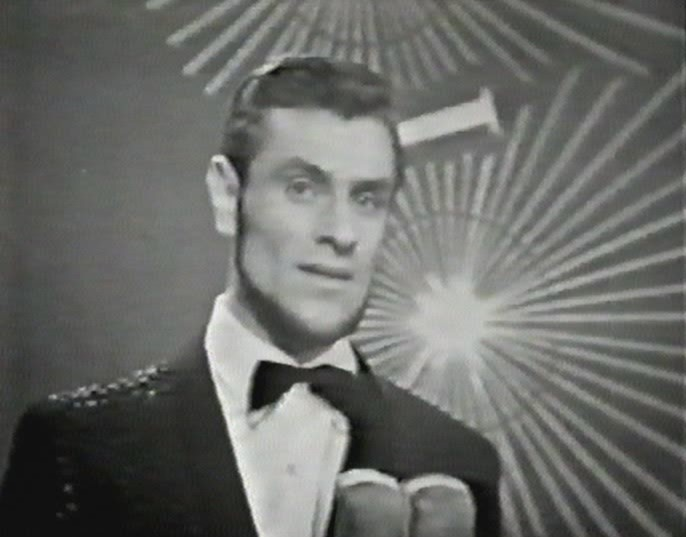
Viktor Klimenko Nápolyban (1965)
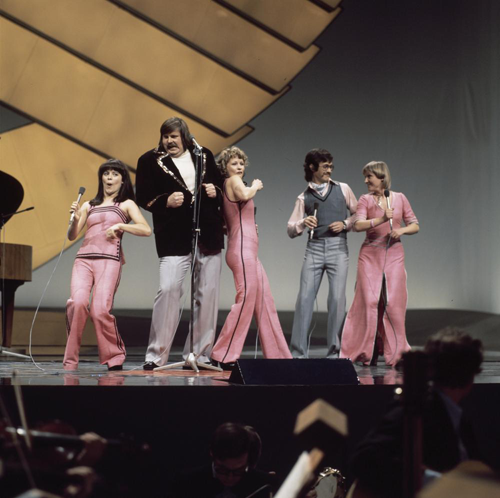
Fredi & Friends Hágában (1976)
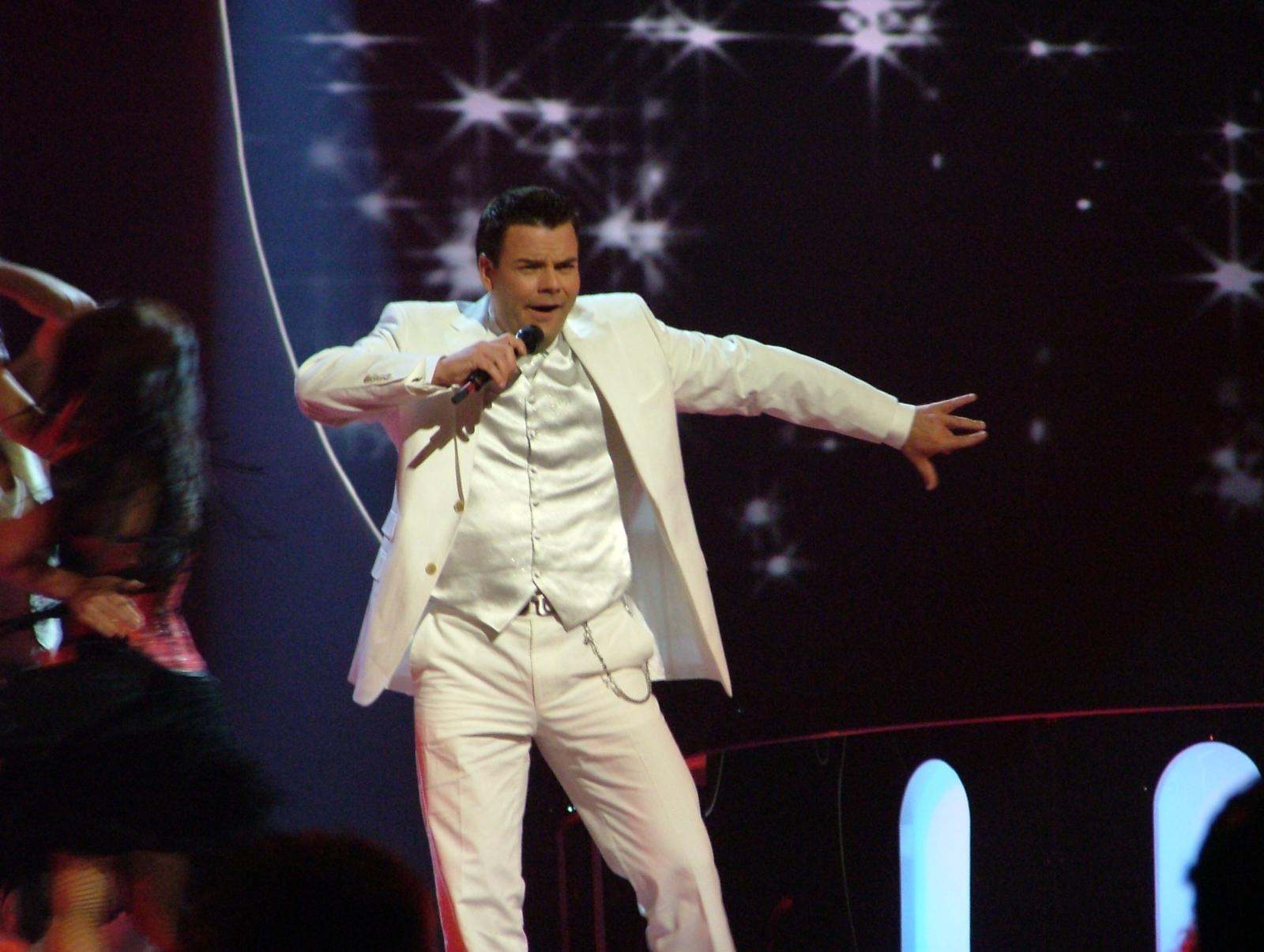
Jari Sillanpää Isztambulban (2004)
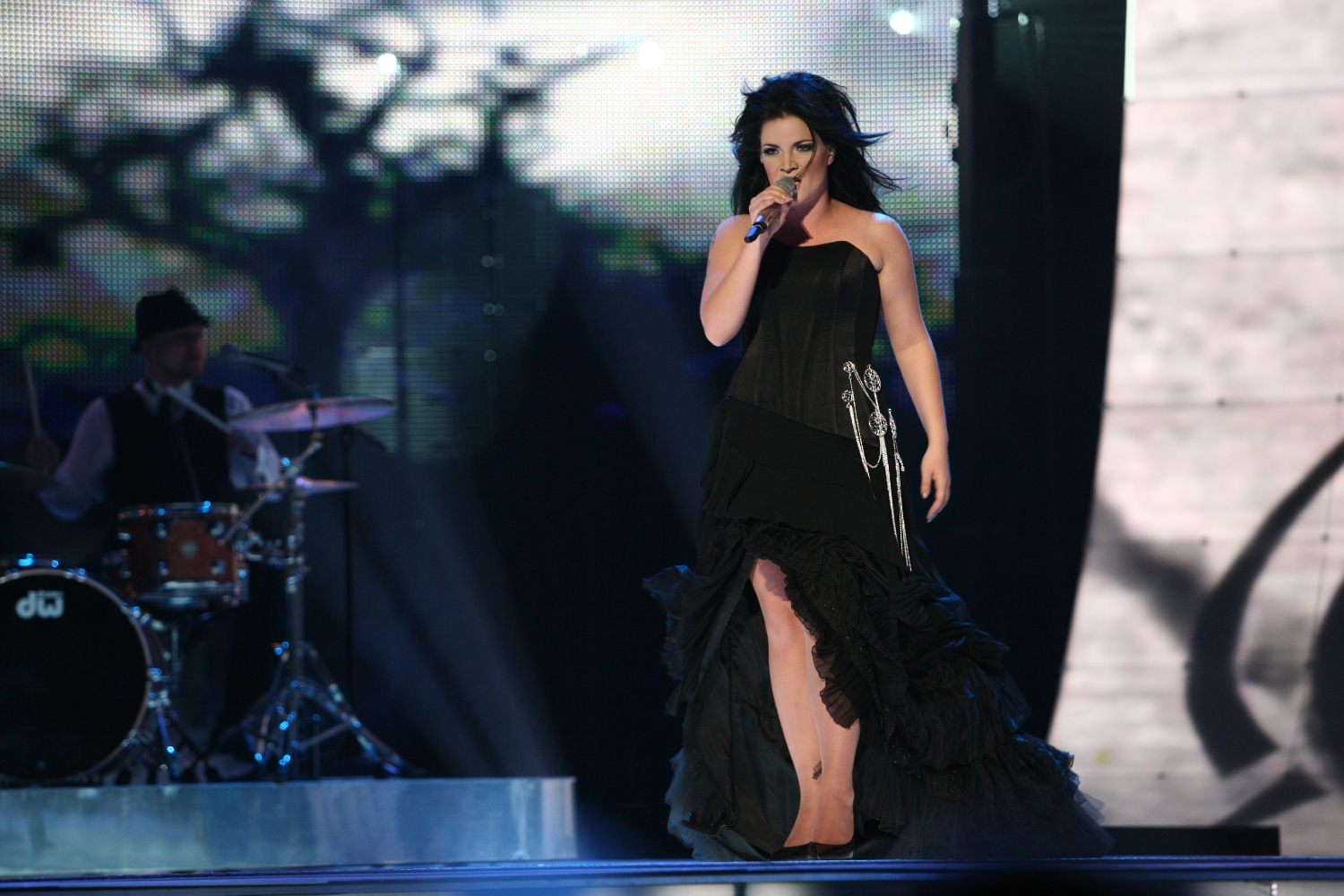
Hanna Pakarinen Helsinkiben (2007)
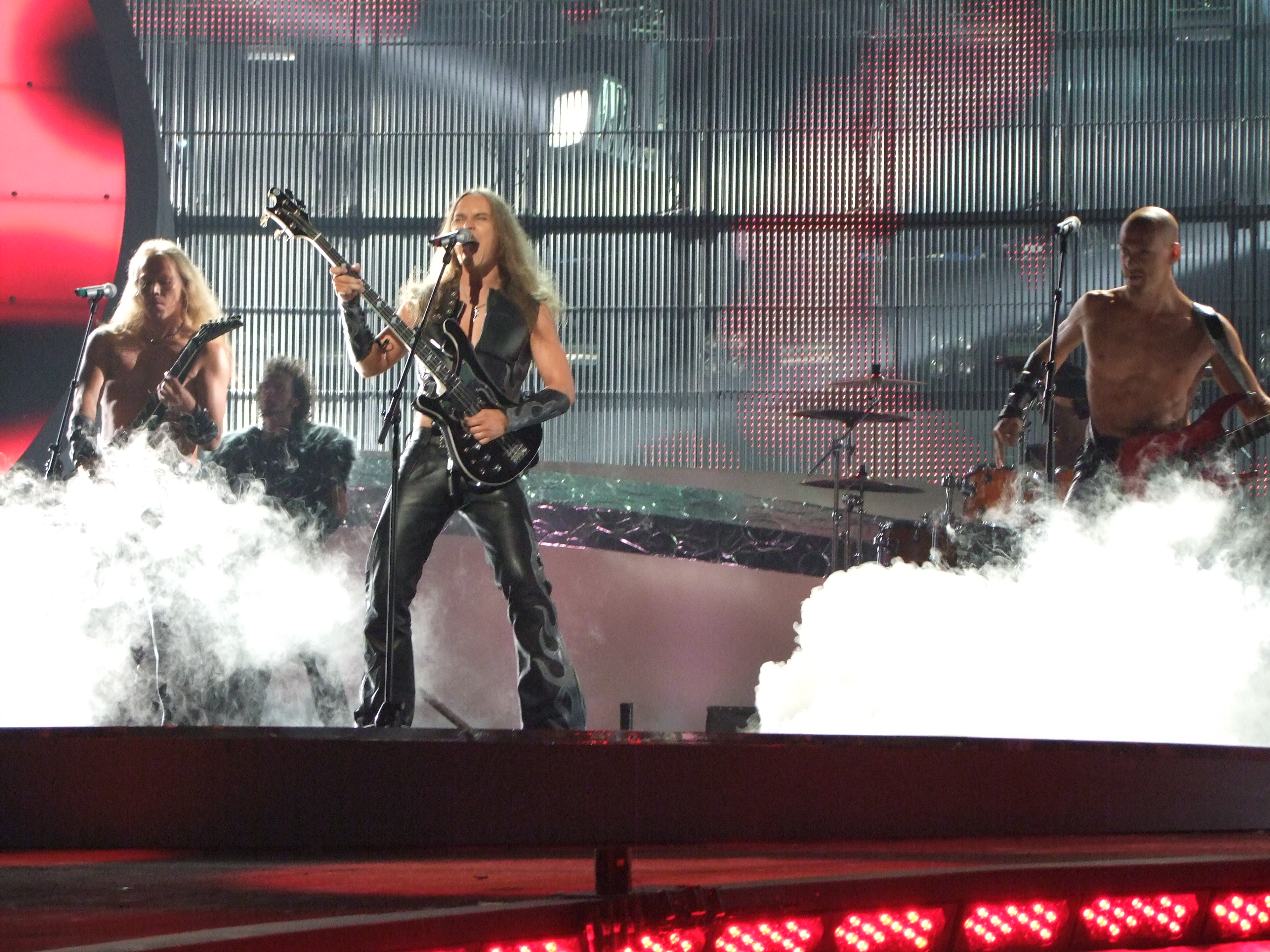
A Teräsbetoni Belgrádban (2008)
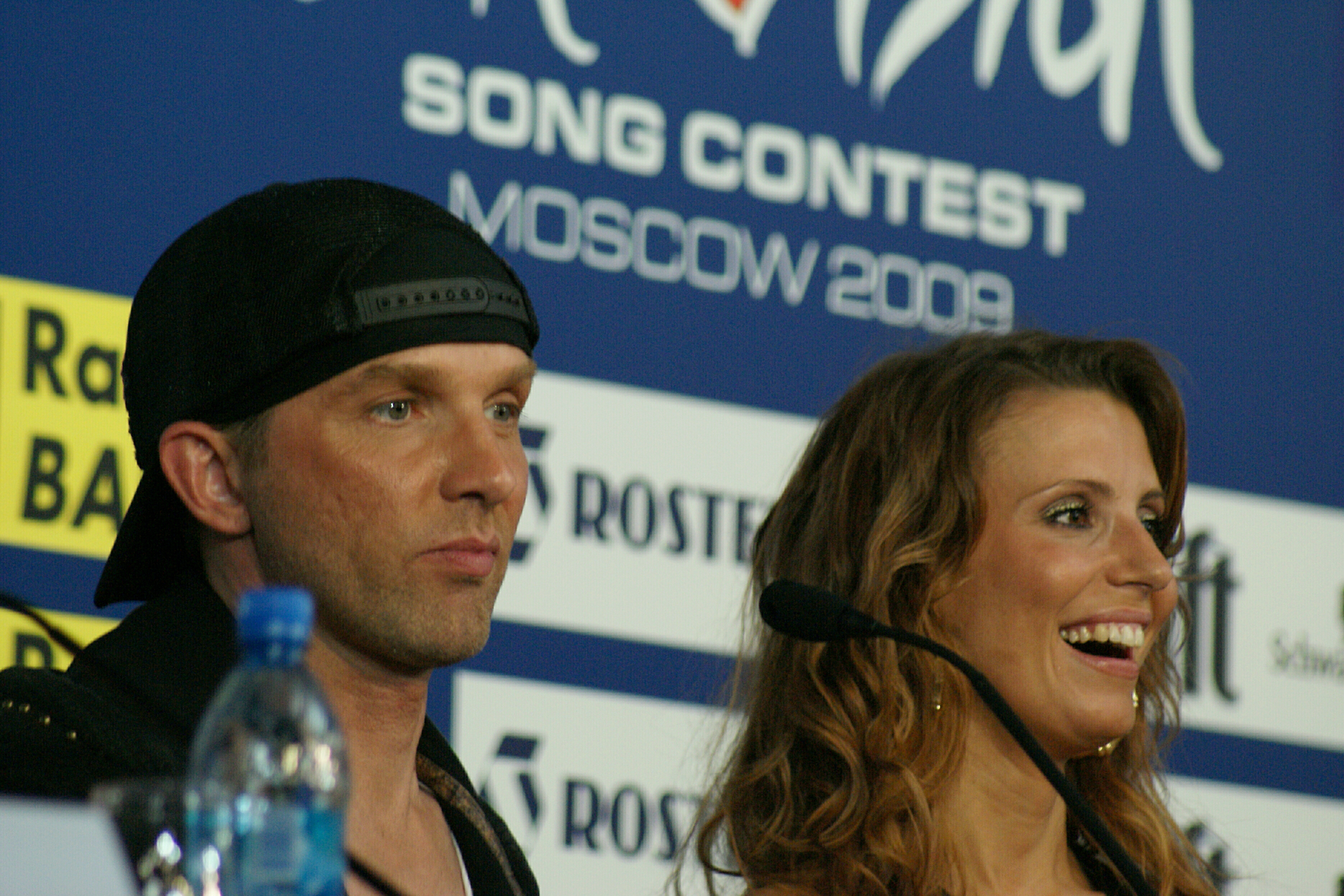
A Waldo's People Moszkvában (2009)
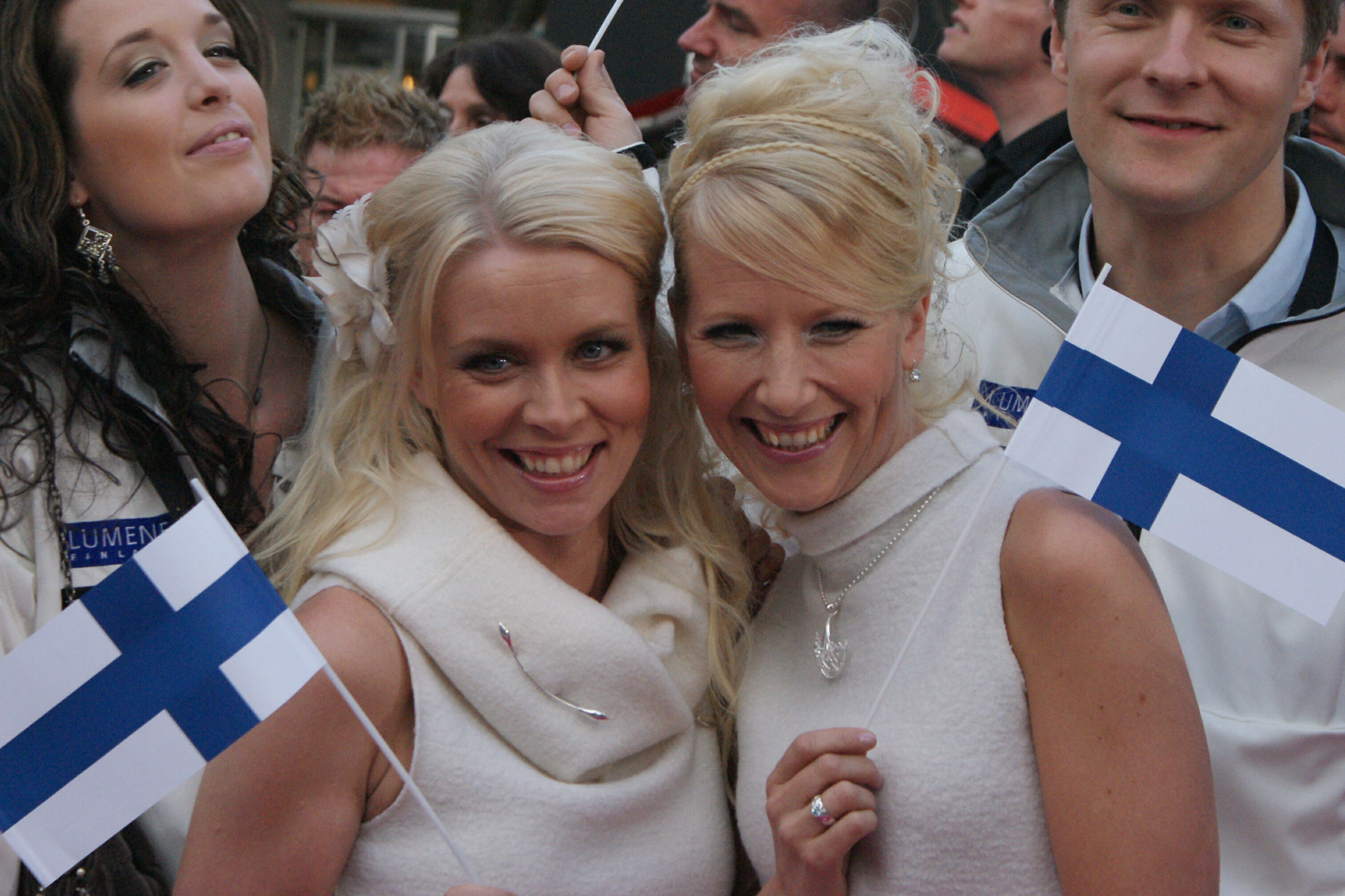
A Kuunkuiskaajat Osloban (2010)
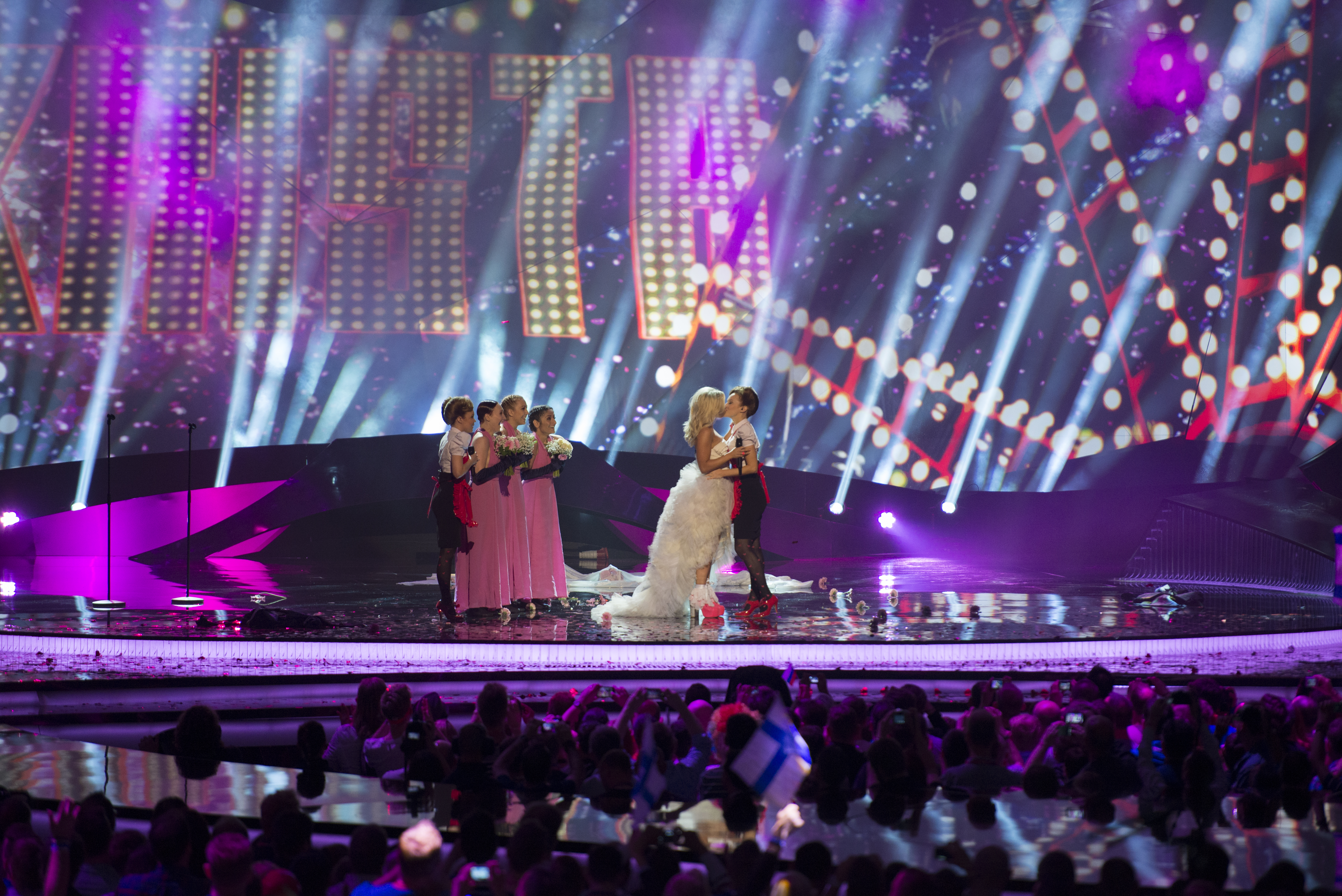
Krista Siegfrids Malmöben (2013)
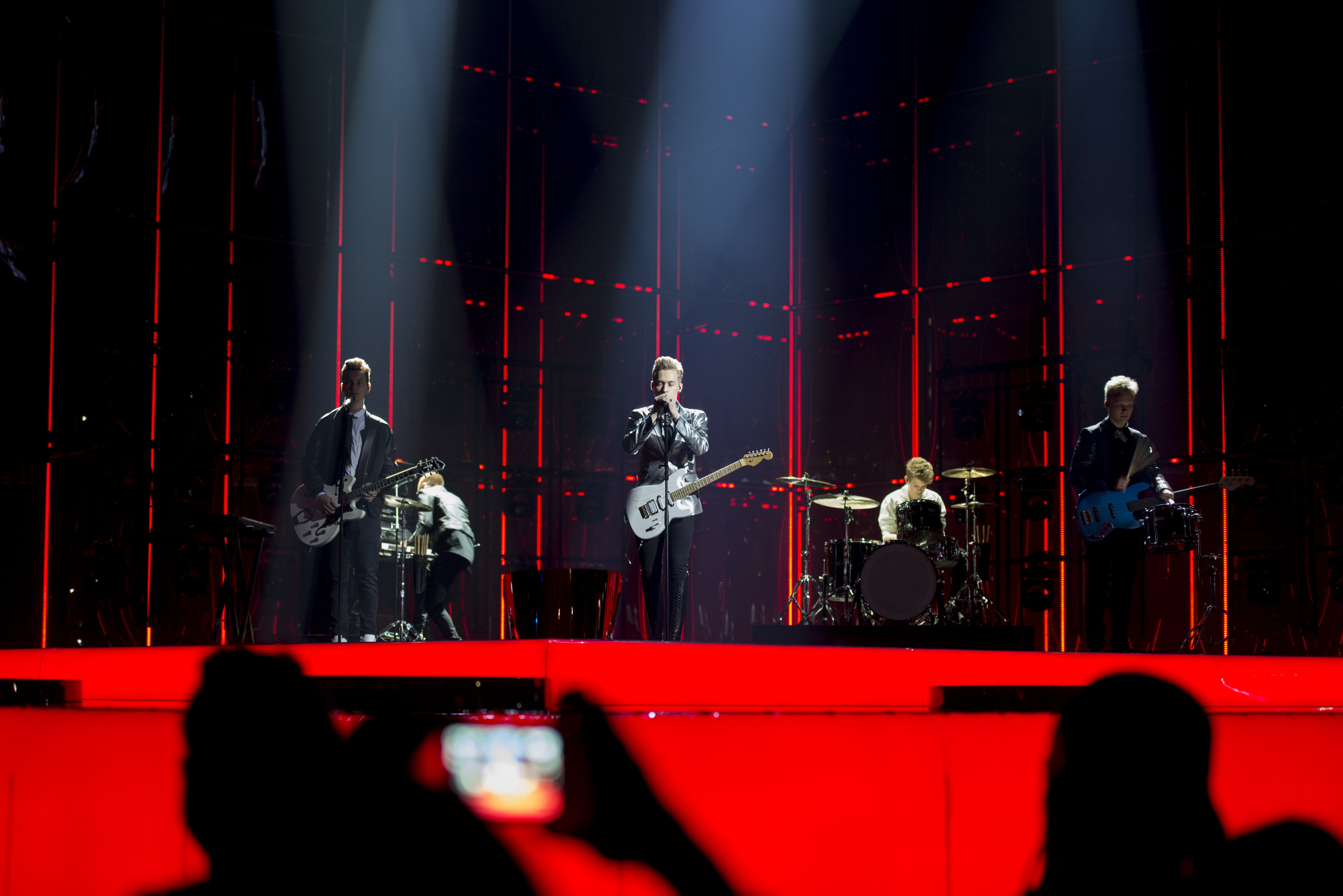
A Softengine Koppenhágában (2014)
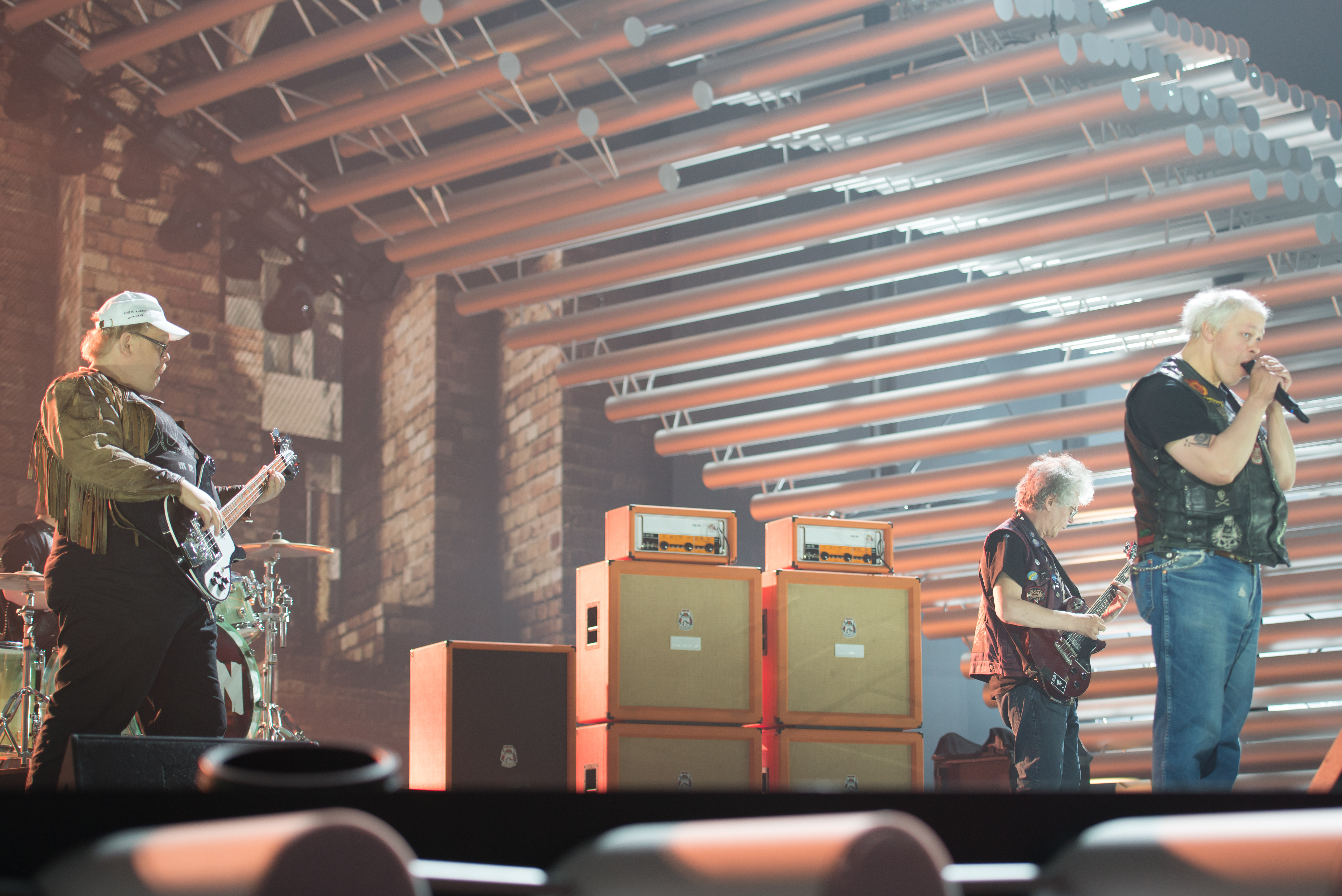
A Pertti Kurikan Nimipäivät Bécsben (2015)
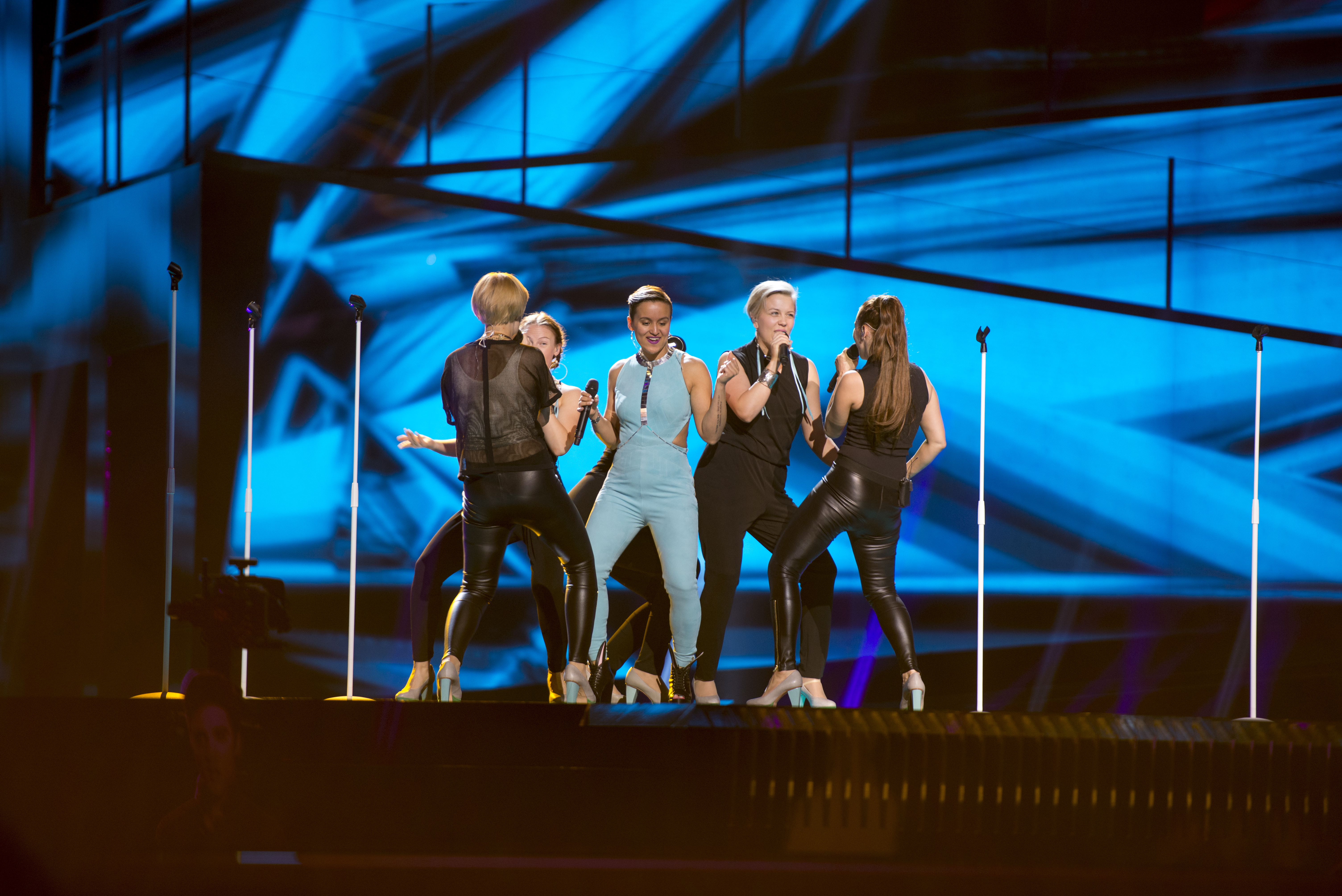
Sandhja Stockholmban (2016)
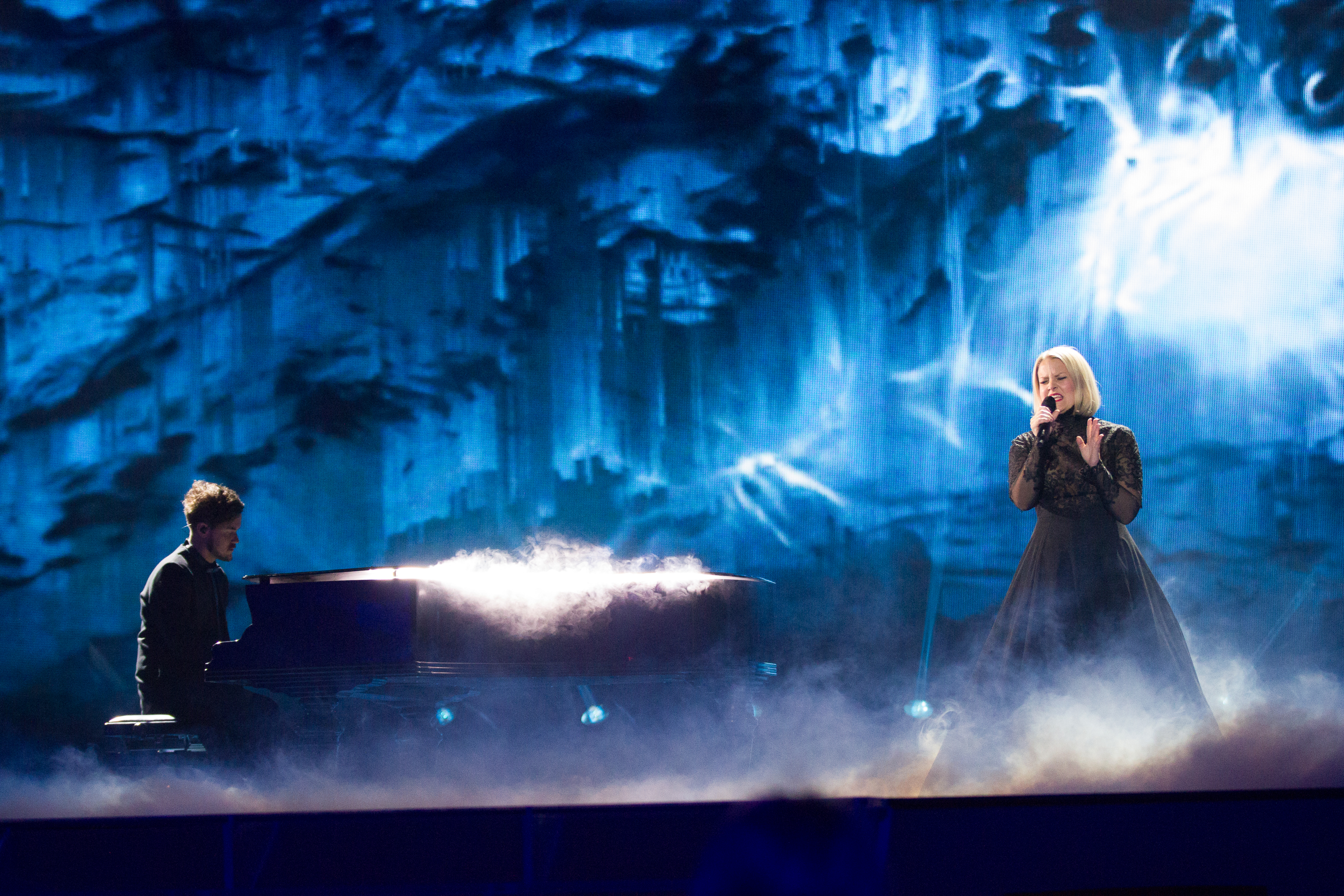
Norma John Kijevben (2017)
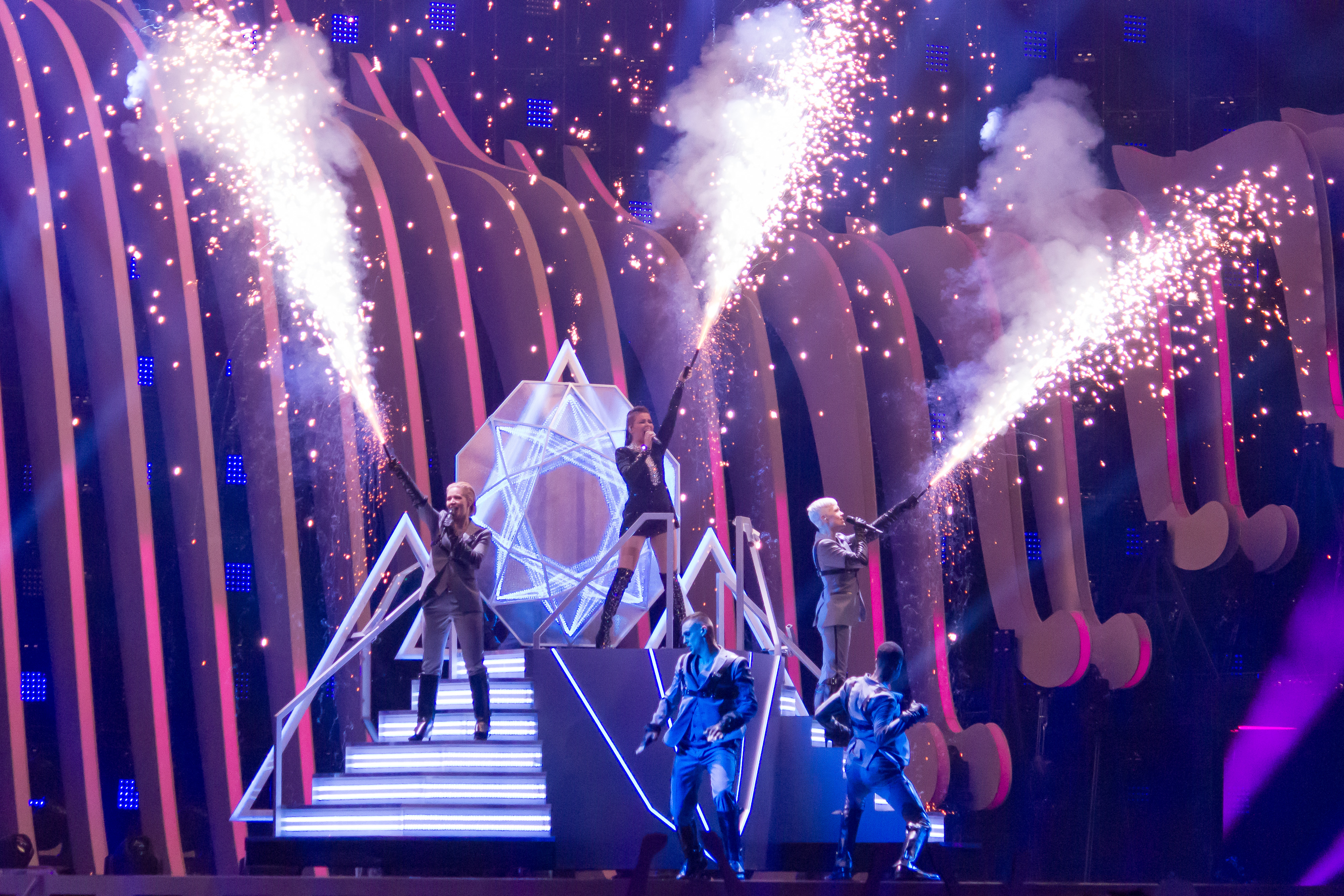
Saara Aalto Lisszabonban (2018)
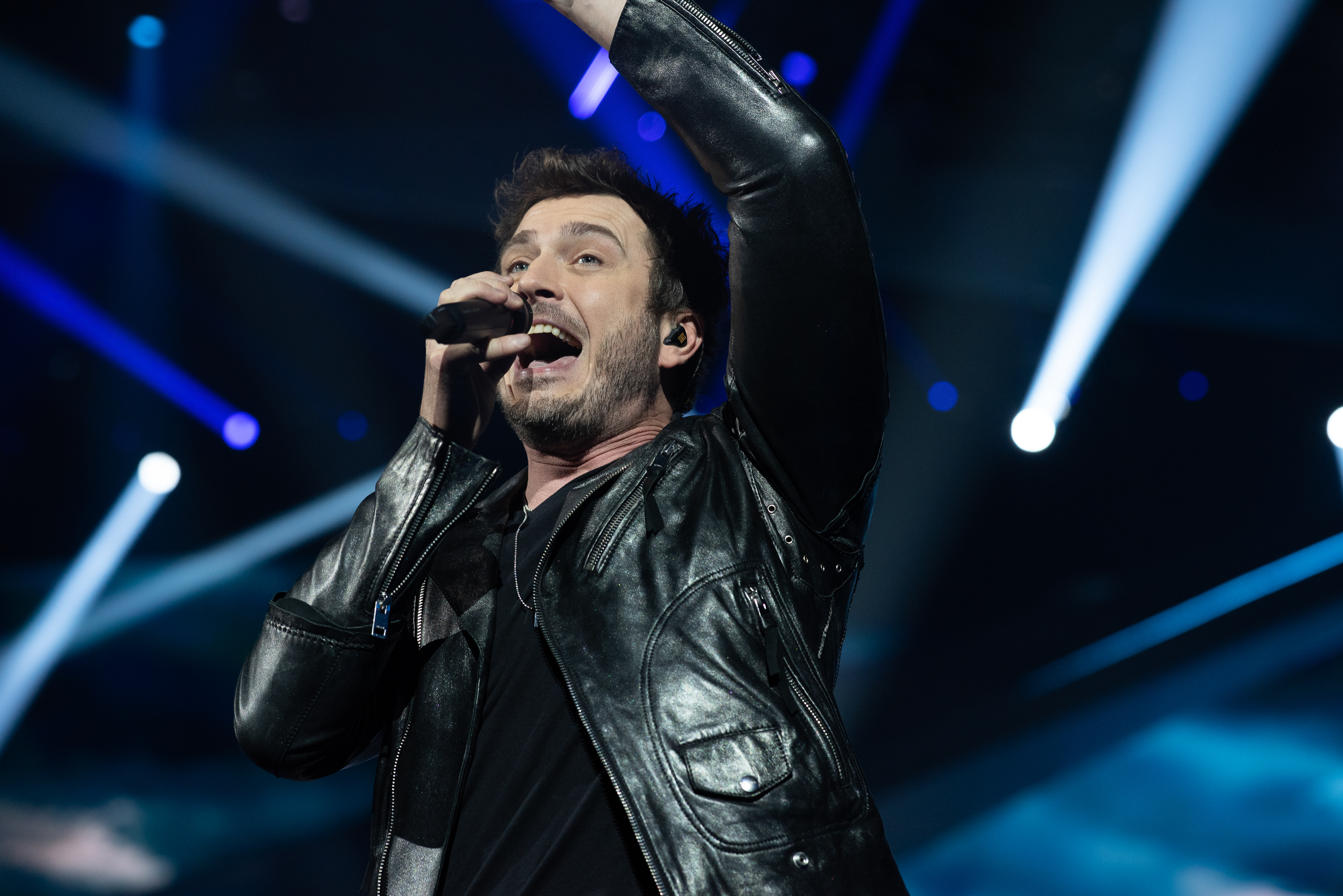
Darude feat. Sebastian Rejman Tel-Avivban (2019)
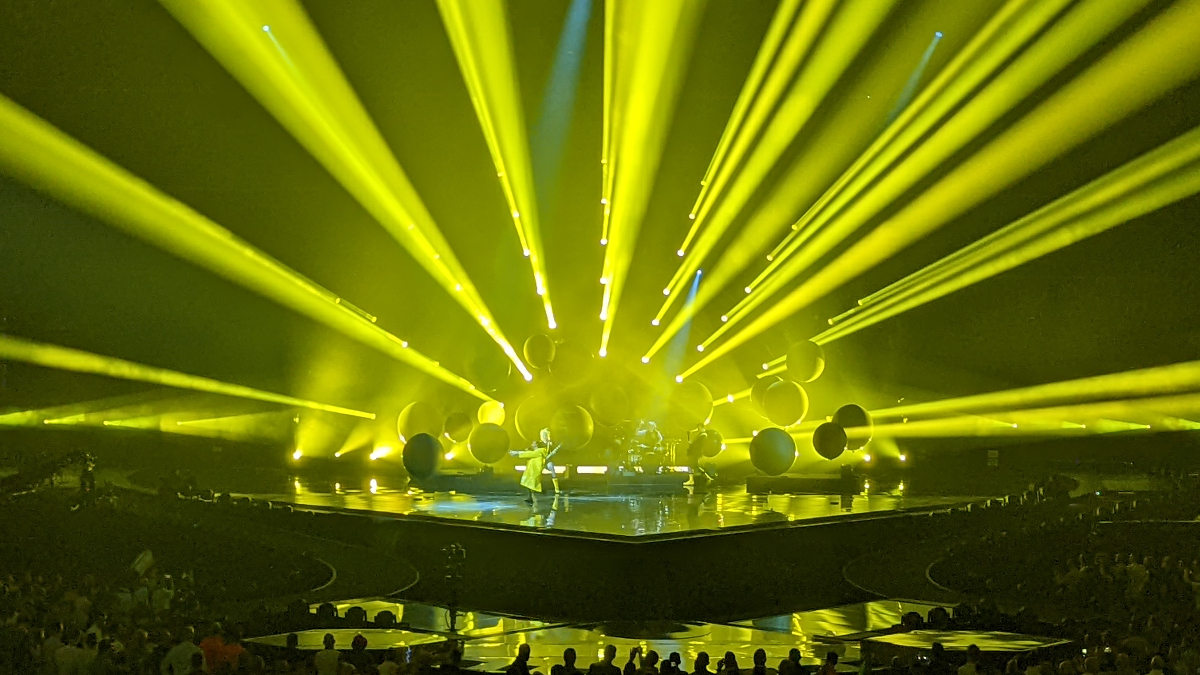
A The Rasmus Torinóban (2022)
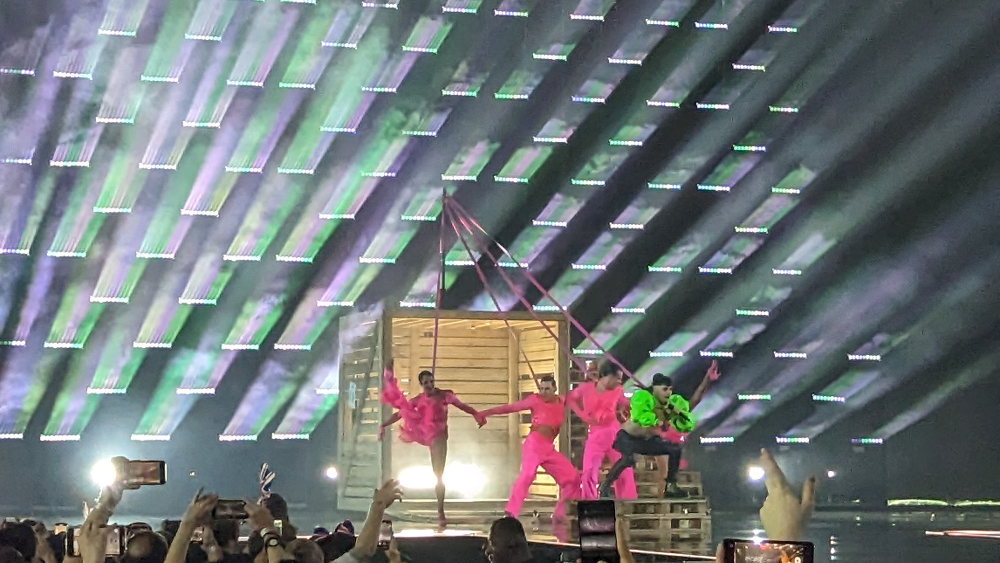
Käärijä Liverpoolban (2023)
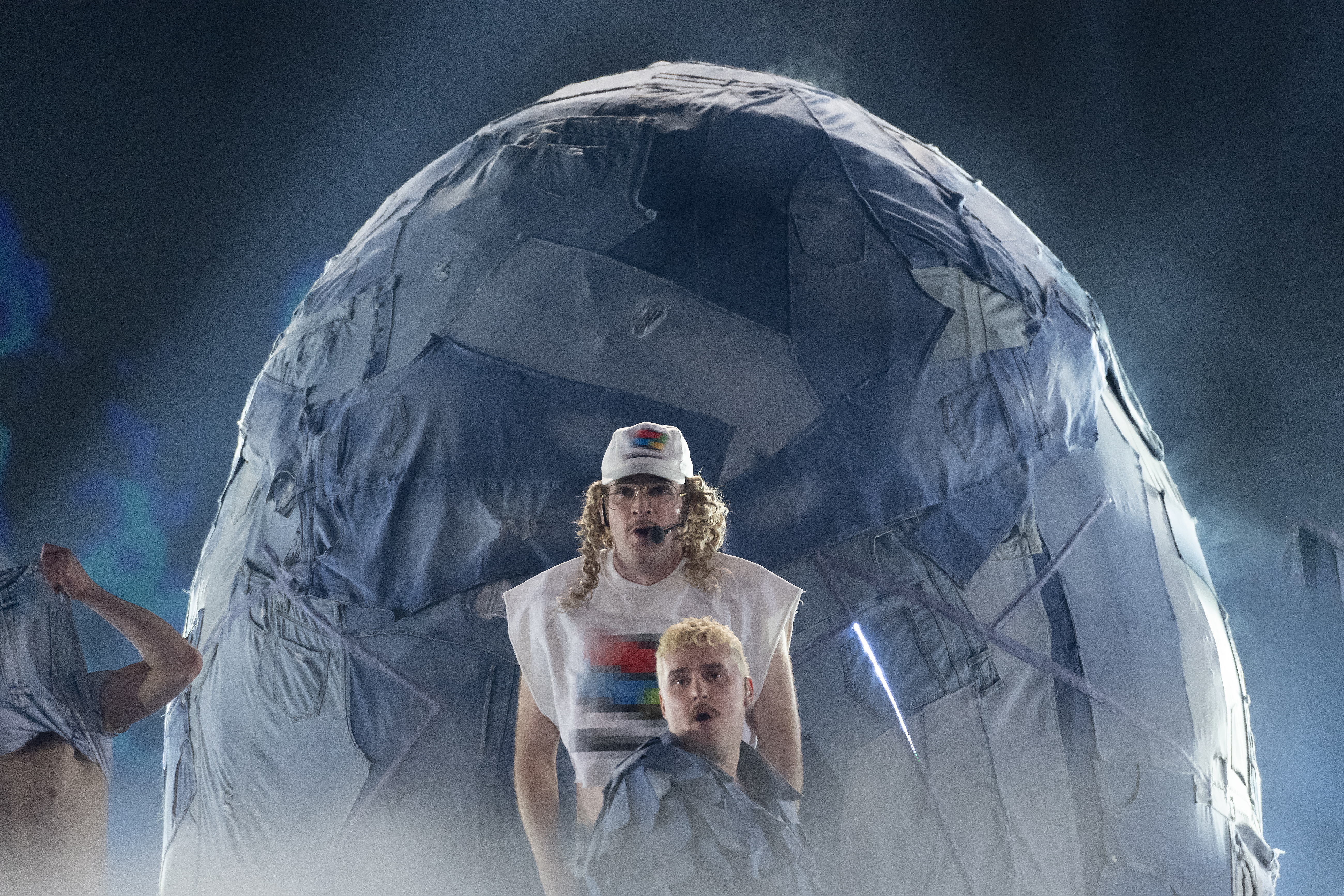
A Windows95man Malmőben (2024)
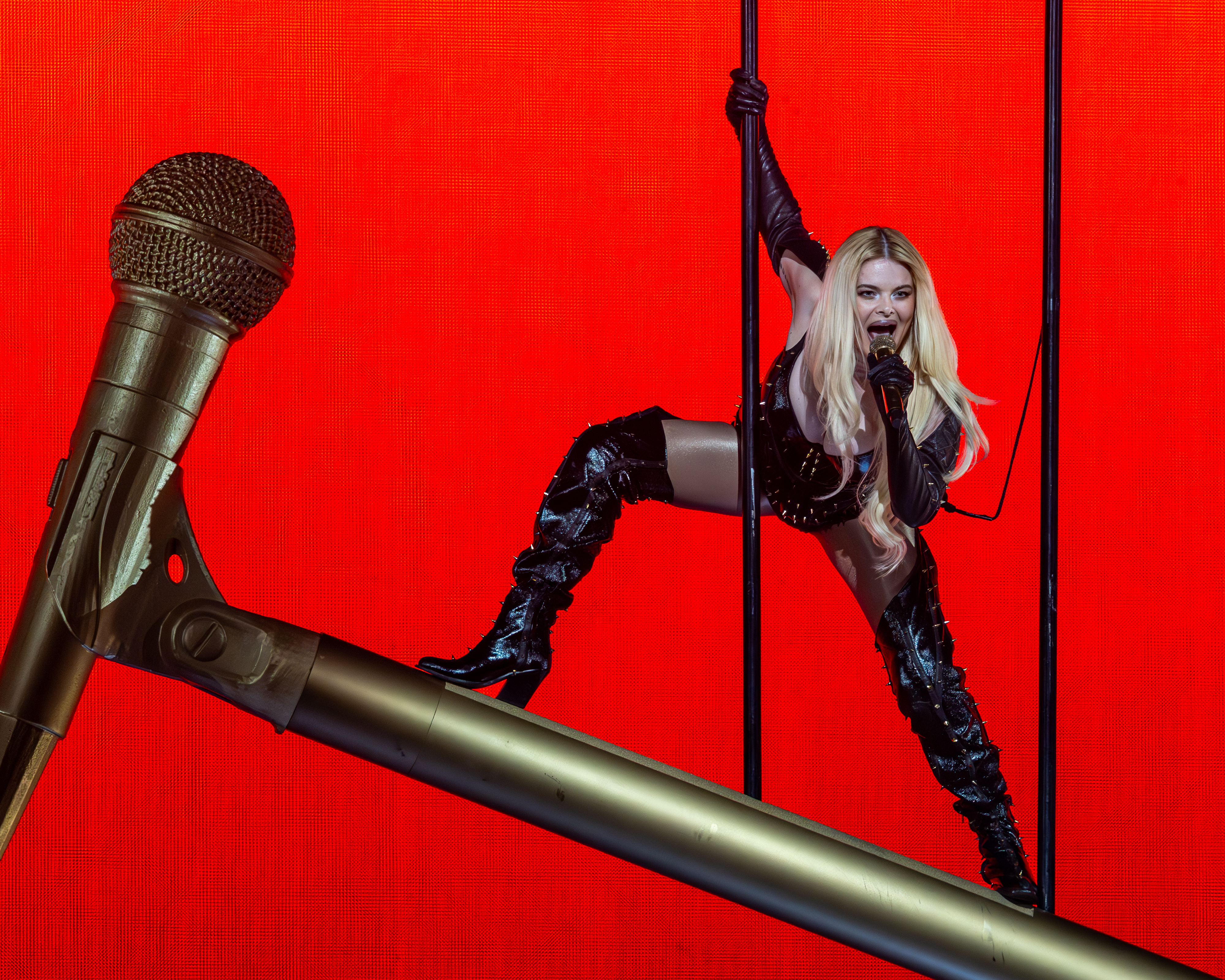
Erika Vikman Bázelben (2025)